# Exobolygó
- Kék: radiálissebesség-módszer
- Zöld: fedési módszer
- Lila: timing-módszer
- Vörös: közvetlen képalkotás

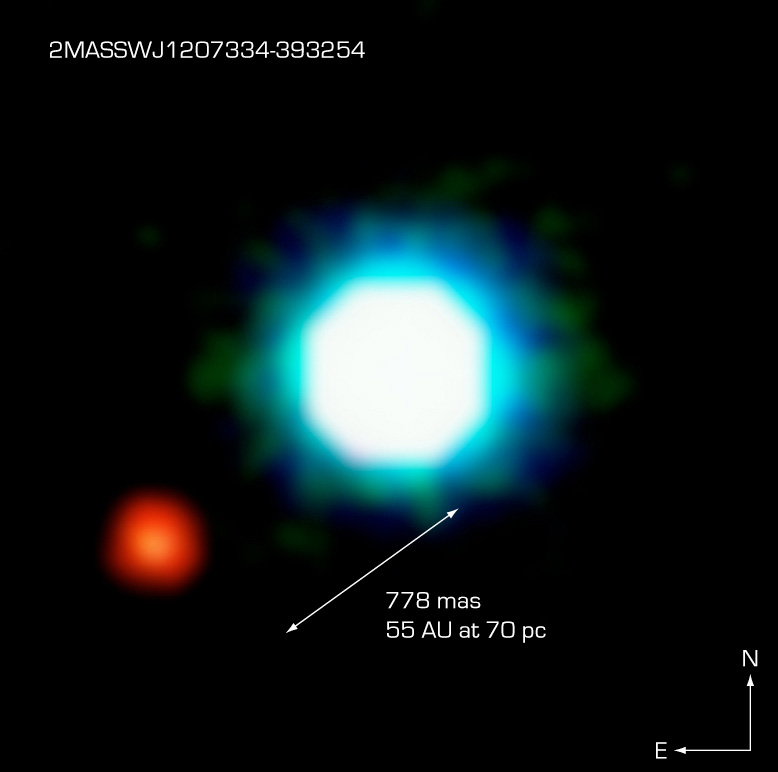
A 2M1207 barna törpe (kék) és bolygója (2M1207 b, vörös) a VLT 2006. szeptemberi felvételén. Ez volt az első exobolygó, amelyet közvetlenül sikerült megörökíteni

- Narancssárga: gravitációs mikrolencse-módszer
- Sárga: asztrometria

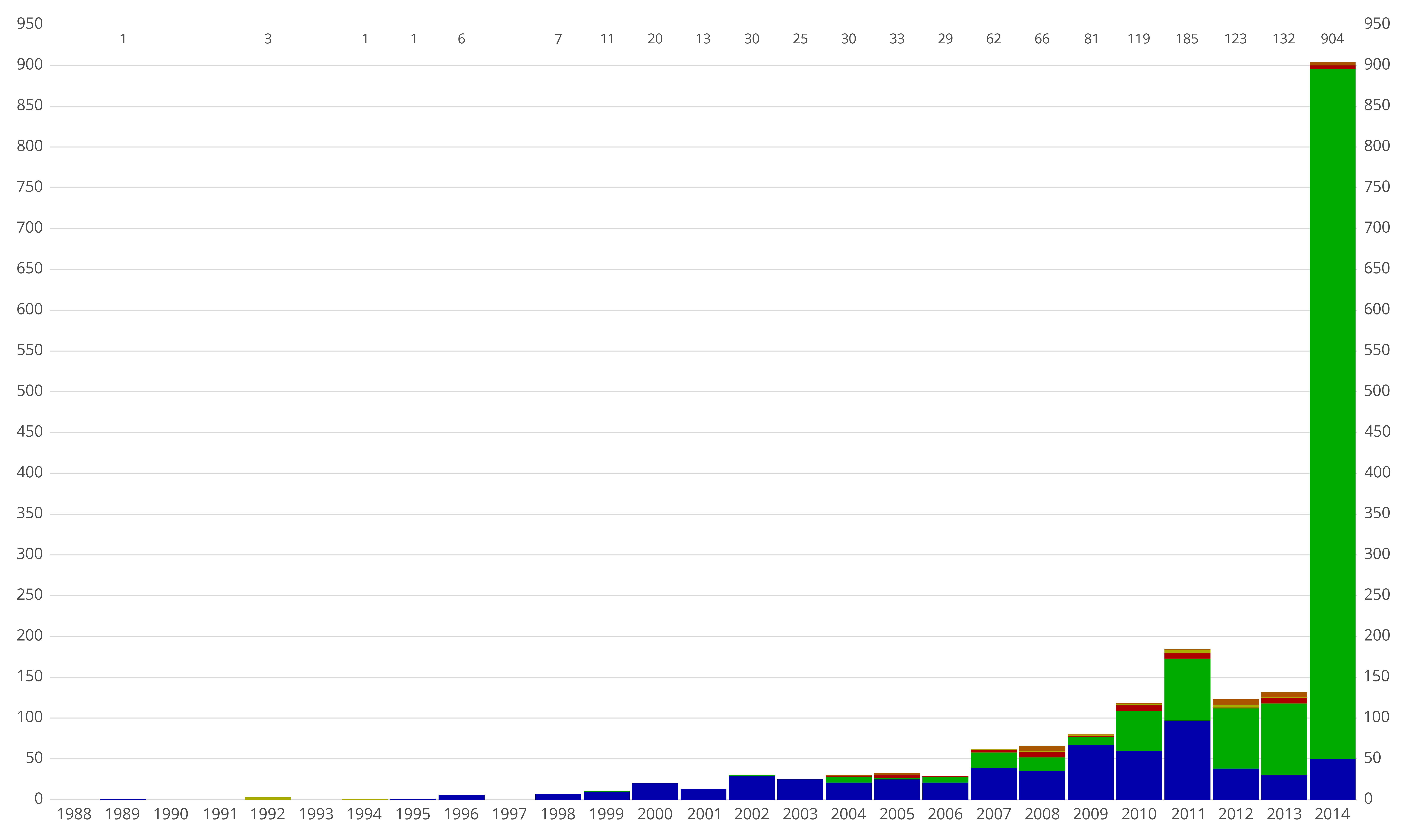
Az évente felfedezett exobolygók számának alakulását mutató grafikon 2014-ig
- Kék: radiálissebesség-módszer
- Zöld: fedési módszer
- Lila: timing-módszer
- Vörös: közvetlen képalkotás
- Narancssárga: gravitációs mikrolencse-módszer
- Sárga: asztrometria

Extraszoláris bolygóknak, vagy röviden exobolygóknak nevezzük azokat a bolygókat, amelyek Naprendszerünkön kívül, vagyis idegen csillagok körül keringenek.
Évszázadokon át az exobolygók léte csak tudományos feltételezés volt, bár a csillagászok általában hittek létezésükben, gyakoriságukat és hasonlatosságukat a Naprendszer bolygóihoz teljes homály fedte, később is inkább csak a sci-fi műfajában foglalkoztak velük. Az első megerősített felfedezéseket az 1990-es évek elején tették. Az Extraszoláris bolygók enciklopédiájának (L'Encyclopédie des Planets Extrasolaires) interaktív katalógusa 2012. február 14-i bejegyzése szerint 760 exobolygót ismertünk 609 bolygórendszerben, illetve 100 több-bolygós rendszerben. Ezek között számos magyar felfedezés is volt. A 2007-ben felfedezett 60 bolygó között például hét magyar felfedezés volt.
A NASA Exoplanet Archive listája szerint az ismert exobolygók száma 5832, ez a szám a közlések alapján folyamatosan növekszik (2025. január 25.).
Magyar csillagászok tervezték és üzemeltetik a HATNet távcsőhálózatot és kutatási programot, ezzel már 41 fedési exobolygót fedeztek fel. 2009-től Magyarországon kutatócsoport működik az exobolygók tulajdonságainak vizsgálatára, valamint a Piszkéstetői Obszervatórium távcsöveit korszerűsítik, alkalmassá téve őket exobolygókkal kapcsolatos észlelési munkára.
2002 óta a keresésbe amatőrcsillagászok is bekapcsolódtak, a 2008-as év júliusáig nyolc bolygót felfedezve. Eszközeink korlátai miatt évekig csak a legnagyobbak felfedezésére volt lehetőségünk, amelyek többsége a Jupiterhez hasonló gázóriás volt.
2011-ben csillagászok az exobolygók új osztályát fedezték fel, amik nem keringenek központi csillag körül. A Jupiter-méretű bolygókról úgy gondolják, hogy számuk meghaladhatja a csillagokét. Bár a magányos bolygó elképzelés már korábban megszületett, csak most sikerült ezt a gyakorlatban megfigyelni. Ez a tény befolyásolhatja a jelenlegi bolygókeletkezés modelljét is. A felfedezés egy japán-új-zélandi felmérés egyik eredményeként született, amit 2006/2007-ben végeztek a Tejútrendszer középső vidékének megfigyelésével. Ez tíz, szabadon mozgó bolygót mutatott ki, amik nagyjából Jupiter-méretűek. Az árva bolygónak is nevezett égitestek észlelése a gravitációs mikrolencse módszerével történt. A most felfedezett bolygók a Földtől nagyjából 10 000-20 000 fényév távolságban vannak. A tanulmány a Nature tudományos folyóirat 2011. május 19-i számában jelent meg.
Újabb felfedezések arra mutatnak, hogy a csillagok jó része körül keringnek bolygók. A 2012-es év elején megjelent kutatási eredmények arról tanúskodnak, hogy csak a Tejútrendszert számítva 160 milliárd exobolygó kering 100 milliárd csillag körül, a Napunkhoz hasonló csillagok kb. 50%-ához tartozik bolygórendszer, valamint a magányos, Naprendszerünk bolygóihoz hasonló és nagyobb tömegű olyan égitestek számát pedig, amelyek egy csillaghoz, vagy csillagrendszerhez nem tartoznak, billiókra becsülik. Mindezek, és a Tejútrendszer bolygói óriási számának felfedezése élénkítik az azon való elmélkedést, hogy a Föld biológiai folyamataihoz hasonló élet más csillagok körül keringő bolygókon, más galaxisokban is létezhet.
Az újabb felfedezések másik jellegzetessége, hogy a talált bolygók között egyre több a Földünk nagyságához hasonló vagy még kisebb bolygó. Ezek közül egy maroknyi Földünkhöz hasonló tulajdonságokkal is rendelkezik. Ezeket a gáz-óriásoknál sokkal kisebb méretű, aránylag kis, Földünkének csak annak néhányszorosával nagyobb tömegű exobolygókat, melyek száma statisztikai számítások alapján jóval meghaladja a bolygó óriások számát, Szuper-Földnek nevezték el. Azokat a Földünkhöz hasonló tömegű égitesteket azonban, amelyek fehér törpék körül keringenek, vagy a térben szabadon lebegnek, általában nem nevezzük bolygóknak.
Már 2007-ben felfedeztek a Naprendszerünkhöz lényegesen közelebb, mintegy 20,5 fényévre egy, a Gliese 581 vörös törpe lakható övében keringő bolygót, majd 2011-ben tőlünk 36 fényévre a HD85512 b bolygót, valamint ugyancsak 2011-ben 600 fényévre a Kepler-22b bolygót, 2012-ben pedig, az év elején 22 fényévre a GJ 667C c bolygót, amelyek mindegyikét lakhatónak nyilvánították. Új mérőeszközök és új módszerek alkalmazásával számos hasonló felfedezésre várunk a közeljövőben (lásd az újonnan felfedezett exobolygók irodalmát).
Az exobolygókat kutató Kepler űrtávcső és a Gaia űrtávcső adatainak 2018-as elemzése alapján a tudósok arra az eredményre jutottak, hogy egyes exobolygókat akár 50 százaléknyi víz is alkothatja.
2019-ben két csillagászt fizikai Nobel-díjjal tüntettek ki a 51 Pegasi b exobolygó 1995-ös felfedezéséért. Ez az elsőként ismertté vált olyan bolygó, ami (a Naprendszeren kívül) a Naphoz hasonló csillag körül kering. Ez a felfedezés a csillagászat új ágához vezetett, az exobolygók szervezett kutatásához.
2023-ban a James Webb űrtávcső révén végzett kutatás szerint a 120 fényevre lévő K2-18b jelzésű exobolygón nagy valószínűséggel dimetil-szulfid is található, amit tudásunk szerint csak élőszervezetek bocsátanak ki.

## Felfedezésük története
A Naprendszeren kívüli bolygók létében a modern csillagászat megszületése óta szinte senki sem kételkedett (többek között Giordano Bruno világképében is helyet kaptak más csillagok körül keringő bolygók), de kutatásuk lehetősége egészen a 19. századig fel sem merült.
1855-ben W. S. Jacob kapitány, aki a Brit Kelet-indiai Társaság Madrasi Obszervatóriumában dolgozott, a 70 Ophiuchi kettőscsillag mozgásának zavaraiból következtetett arra, hogy nagyon valószínű egy bolygószerű test a rendszerben. Később, az 1890-es években Thomas J. J. See a Chicagói Egyetem és az Egyesült Államok Tengerészeti Obszervatóriumának munkatársa egy nem látható test jelenlétét jelentette be, mely a rendszerben, az egyik csillag körül 36 éves periódussal kering. A feltételezett pályaadatok alapján végzett számításokból Forest Ray Moulton kimutatta, hogy a feltételezett égitest pályája nagyon instabil, így valószínűtlen. Az 1950-es és 1960-as években a Swarthmore Collegeben dolgozó Peter van de Kamp végzett megfigyeléssorozatot, ezúttal a Barnard-nyílcsillagról, melynek alapján bolygó jelenlétére következtetett. Napjaink jóval érzékenyebb megfigyelései ezen észleléseket nem erősítették meg.
Az első olyan észlelést, melyet (jóval) később sikerült megerősíteni, 1988-ban publikálta Bruce Campbell, G. A. H. Walker, és S. Yang. A γ Cephei feltételezett bolygóját a radiális sebesség-módszerrel mutatták ki, műszereik teljesítőképességeinek határán. Felfedezésükben nem lehettek teljesen biztosak, többek között az égitest tömegének pontos ismerete nélkül nem lehetett egyértelműen eldönteni, hogy bolygóval, vagy barna törpével van-e a felfedezőknek dolguk. A következő évben megerősítették a felfedezést, 1992-ben azonban újabb kételyek merültek föl. A bolygó felfedezését, jóval korszerűbb eszközökkel, 2003-ban sikerült megnyugtatóan igazolni.
1991-ben Andrew Lyne, M. Bailes és S. L. Shemar a PSR 1829-10 pulzár körül keringő bolygó felfedezését jelentették be, a pulzárról érkező rádiójelek rendszeres eltérései alapján. Bár a felfedezés nagy figyelmet kapott, állításukat hamar visszavonták.
Az első olyan exobolygót, melynek létét megerősítették, 1990-ben Aleksander Wolszczan lengyel csillagász fedezte föl az Areciboi rádiótávcső adatainak elemzésével, a PSR 1257+12 pulzár körül, szintén a pulzárról érkező rádiójelek anomáliáiból következtetve. 1992-ben Dale Frail kanadai csillagásszal újabb bolygót találtak a rendszerben, hasonló módszerrel.
Az első, normális csillag körül keringő bolygó felfedezését, az 51 Pegasi fősorozatbeli csillag körül 1995. október 6-án, a Genfi Egyetem csillagászai, Michel Mayor és Didier Queloz jelentették be, az Observatoire de Haute-Provence műszereit használva.
A legelső közvetlen észlelést (a bolygó közvetlen megörökítése, infravörös tartományban) 2005 őszén az ESO VLT távcsövével a Gaël Chauvin francia csillagász vezette kutatócsoport végezte, a 2M 1207 barna törpe bolygójáról. 2008-ban már több csillag körül sikerült bolygót vagy bolygókat lefényképezni.
A bolygók elmozdulását a központi csillag körül először 2008 novemberében sikerült kimutatni, a HR 8799 és a Fomalhaut b esetében.

## Az exobolygók keresésének módszerei

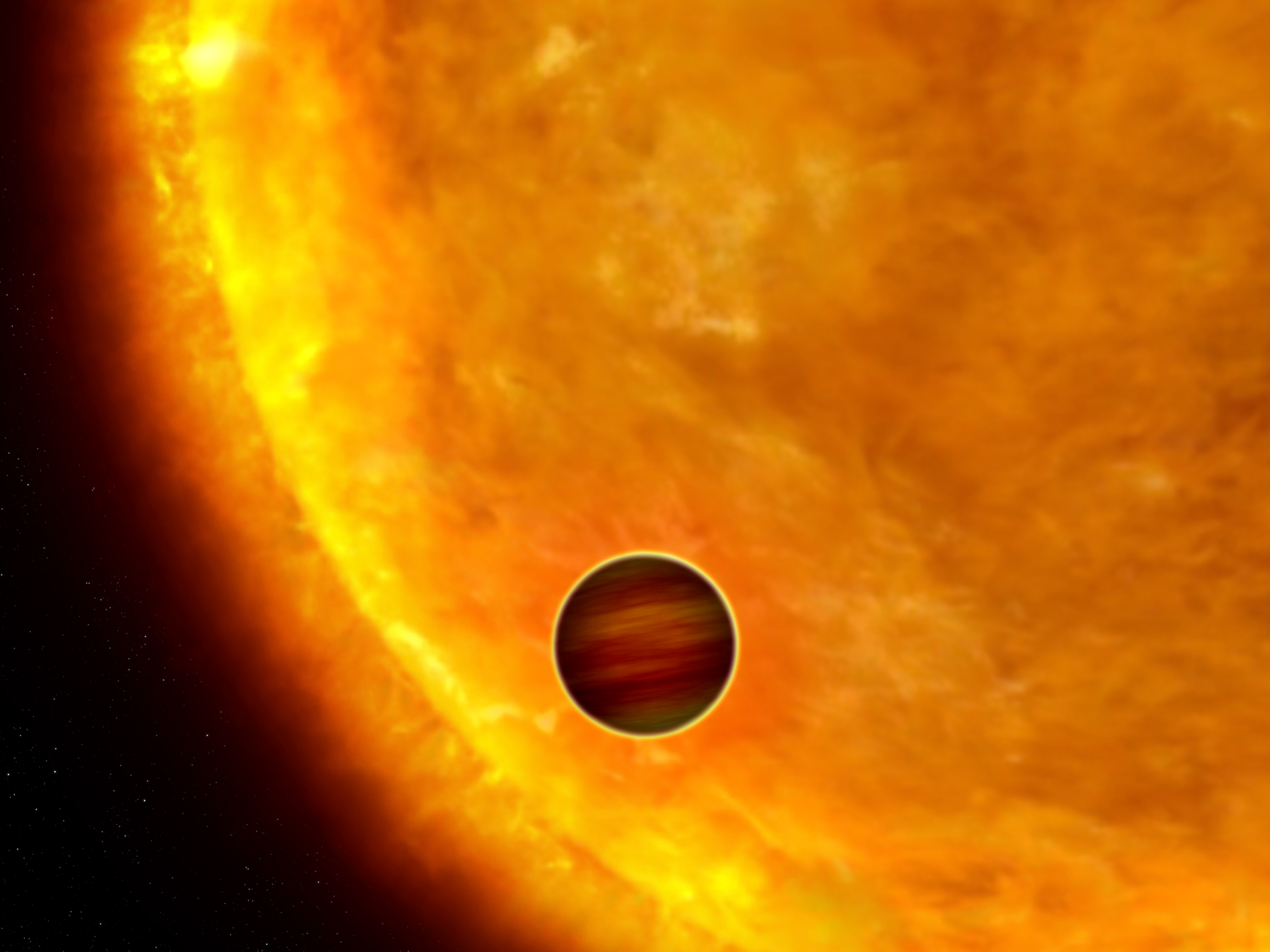
A fedési módszer: a sötét, saját fény nélküli bolygó átvonul a csillag előtt, egy részét kitakarva, így fényességét lecsökkentve

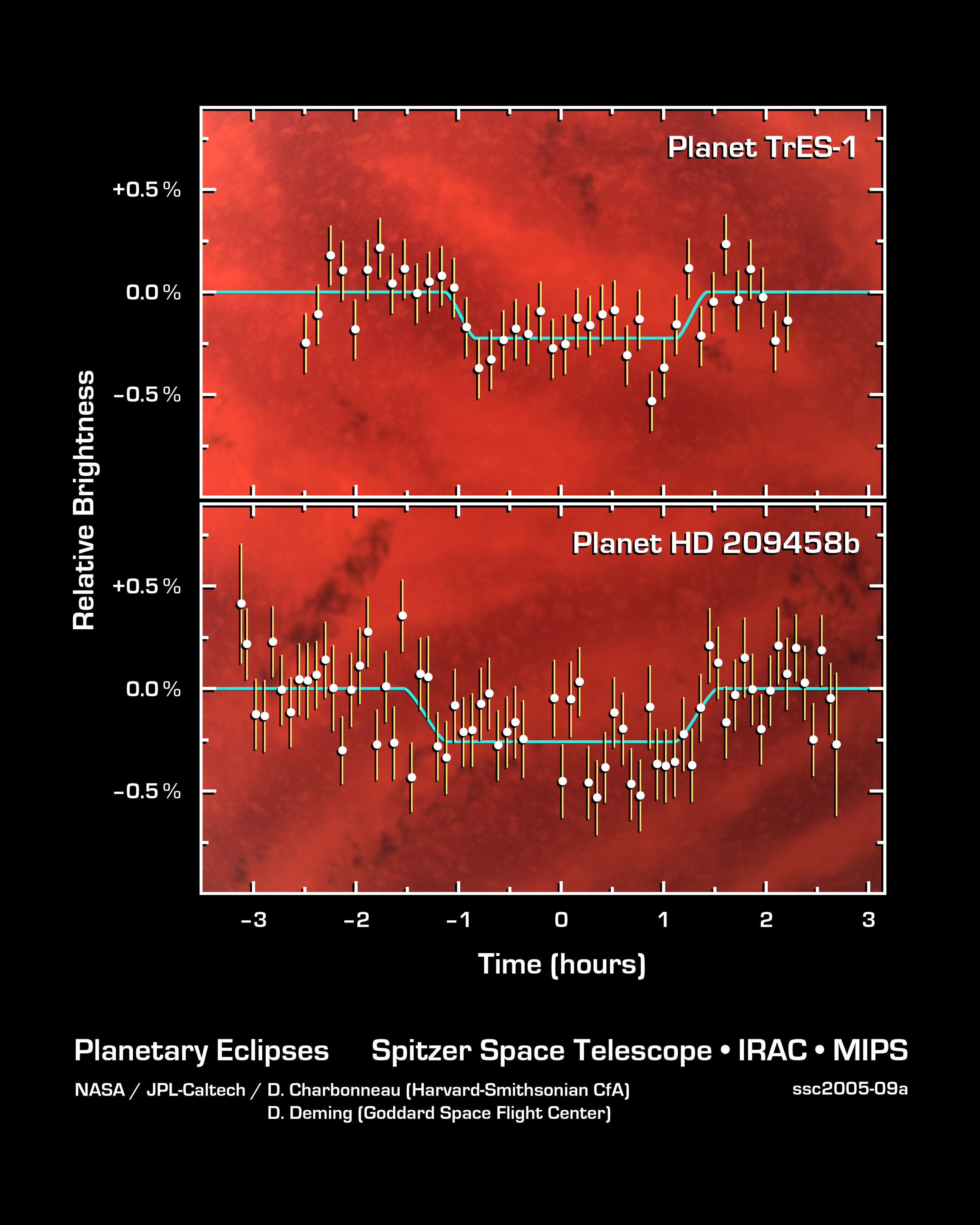
Két exobolygó fedési görbéje

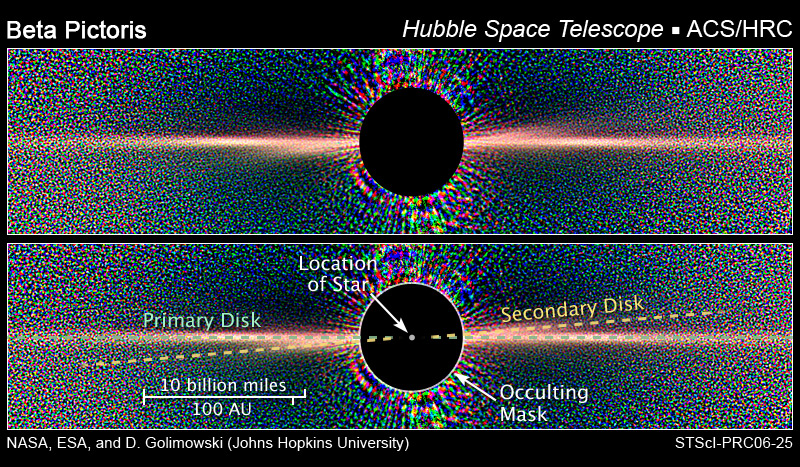
A β Pictoris körüli protoplanetáris korong, éléről látva, a Hubble űrtávcső infravörös tartományában készült felvételén

A nagy tömegű kísérő bolygók változásokat okoznak a csillag sajátmozgásában

Az ilyen égitestek közvetlen megfigyelése nagyon nehéz (mivel a csillag fényereje elnyomja a megfigyelt exobolygóét), ezért eddig mindössze néhány esetben lehetett az anyacsillag körül keringő bolygót lefényképezni. 2006 szeptemberéig ezek közül csak a 2M 1207 csillag körül keringő 2M 1207b kísérő bolygó mivoltát erősítették meg független megfigyelésekkel (ha a kísérő tömege nagyobb 13 Jupiter-tömegnél, akkor barna törpéről, azaz csillagról beszélünk), a másik három rendszer még várja a megerősítést (GQ Lupi b, AB Pictoris b, SCR 1845 b, 1RXS J160929.1-210524). 2008-ban már több olyan felfedezés is történt, amikor a bolygót közvetlenül is sikerült észlelni (Fomalhaut b, HR 8799, β Pictoris b). Emiatt az ilyen rendszerek felfedezésére elsősorban indirekt módszerek léteznek.

### Közvetett módszerek

#### Fedési módszer
Ha egy objektum (például bolygó, barna törpe) elhalad a csillaga előtt, akkor a csillag fényességében csökkenést lehet észlelni. A módszer csak akkor működik, ha a Földről a bolygót a napja előtt látjuk elhaladni. Ez a becslések szerint minden ezredik bolygórendszerben áll fent. Akkor beszélhetünk kísérő által okozott elhalványodásról, ha ez periodikusan megismétlődik. A fényességcsökkenés függ a bolygó és a csillag sugarának hányadosától, valamint a csillag hőmérsékletétől, vagyis minél hidegebb a csillag, annál kisebb az intenzitás csökkenése. A fedési fénygörbe fotometriai vizsgálatából sok mindenre választ kaphatunk: a keringési periódusára, excentricitására illetve a bolygó sugarának nagyságára, amit az alábbi képlet ad meg:
{\displaystyle {\frac {I_{\mathrm {min} }}{I_{\mathrm {max} }}}=1-{\frac {R^{2}}{R_{*}^{2}}}}
ahol {\displaystyle I} az intenzitás, R* a csillag, R pedig a bolygó sugarát jelöli.
Átvonulás során az égitest légköre által produkált ún. kompozit spektrum is tanulmányozható, mivel a bolygó légkörének spektruma rárakódik (szuperponálódik) a csillagéra, és a bolygó színképvonalainak Doppler-eltolódásából adódóan szét lehet választani őket egymástól. Az első sikeres megfigyeléseket ezzel a módszerrel 2007 februárjában jelentették be, két, korábban felfedezett exobolygó, a HD 189733 b és a HD 209458 b színképét sikerült felvenni a jelenleg elérhető legérzékenyebb műszerrel, a Spitzer űrtávcsővel. Ennek a módszernek az adja a fontosságát, hogy ilyen módszerrel a bolygó színképe, ezáltal kémiai összetétele is tanulmányozható, ami elméletileg lehetővé teszi a felszínén az életre utaló víz, vagy szerves molekulák kimutatását – kellő érzékenységű műszerrel.
A fedési módszer az infravörös tartományban is működik, de pont „fordítva”: az exobolygók a központi csillagukhoz képest infravörösben kevésbé halványak (alacsonyabb felszíni hőmérsékletük miatt elektromágneses sugárzásuk csúcsa esik az infravörös tartományba), emiatt központi csillaguk mögött eltűnve észrevehetően lecsökken a rendszer infravörös összsugárzása. Mivel az infravörös tartományban a megfigyelések végzése a földi légkör zavaró hatásai miatt sokkal nehezebb, ezért ezzel a módszerrel nem keresnek bolygókat.
A Hubble űrtávcső 2006 folyamán a SWEEPS (Sagittarius Window Eclipsing Extrasolar Planet Search – „Sagittarius-ablak fedési exobolygó-keresés”) program keretében a Tejútrendszer központi vidékének egy kiválasztott területéről készített egy héten át folyamatosan fényképeket, és a területen lévő 180 ezer csillag közül az egymást követő képeken számítógépes módszerrel 16 csillag elhalványodását figyelték meg, amit exobolygók is okozhattak, ezek közül két csillag esetében sikerült az exobolygó létét az ESO VLT távcsövének megfigyeléseivel megerősíteni.

#### Egyéb módszerek
- Radiális sebesség-mérés: a csillag színképvonalai Doppler-eltolódást mutatnak a körülötte keringő bolygó gravitációs hatása miatt.
- Asztrometriai módszer: a bolygó gravitációs hatása változásokat idéz elő a csillag sajátmozgásában. Ez az elmozdulás mérhető a háttércsillagokhoz képest. Az első ilyen módszerrel felfedezett csillag a VL–10b, melyet 2009 májusában fedeztek fel.[25]
- Gravitációs mikrolencse-hatás: a bolygó és a csillag kettős gravitációs lencseként viselkedik.
- Gravitációs perturbáló hatás: a bolygó gravitációs hatása kimutatható a csillag körüli protoplanetáris korongban (mivel a bolygó kitakarítja pályájáról az ott keringő anyagot, a korong itt elvékonyodik vagy eltűnik). Ezzel a módszerrel végzett megfigyelések alapján Tejútrendszerünk Naphoz hasonló csillagainak 20-60%-a körül kering Föld típusú kőzetbolygó.[26]
- Pulzárjelek modulációja: a pulzárjelek frekvenciája periodikusan változik a bolygó gravitációs hatása miatt.
- Doppler-leképzés: a csillag vonalprofiljai megváltoznak, ha a bolygó elfedi a felszínének egy részét.
- Antropogén (civilizációs) hatások észlelése rádióteleszkóppal
- Infravörös többletsugárzás mérése. A bolygók sugárzási maximuma az infravörös tartományba esik. Célravezető lehet a látható és az infravörös fénycentrum eltérésének vizsgálata.
- Timing-effektus: Egy, már ismert bolygót tartalmazó rendszerben a bolygó pályájának zavaraiból (például fedési módszernél a csillag előtti átvonulások között eltelt idő apró változásából) következtethetnek más bolygók meglétére.[27]
- Egy 2009-es felmérés szerint a bolygórendszerekkel rendelkező nap-típusú csillagokban -a Naphoz hasonlóan- viszonylag kevesebb a lítium.[28]

### Közvetlen módszerek
- Képalkotás koronográffal. Ebben az esetben a különlegesen felszerelt űrtávcső a bolygóknál 10 milliárdszor fényesebb csillagot kitakarja. Ehhez hasonló módszereket alkalmaznak a napkorona megfigyelésekor is.[29]
- Észlelés a csillag mellett (infravörös tartományban) űrtávcsövekkel. A bolygók és csillagaik sugárzása között sokkal kisebb különbség az infravörös tartományban.
- Magas kontrasztú képalkotás[30]

### Exobolygó-keresési programok napjainkban

#### Földi bázisú programok

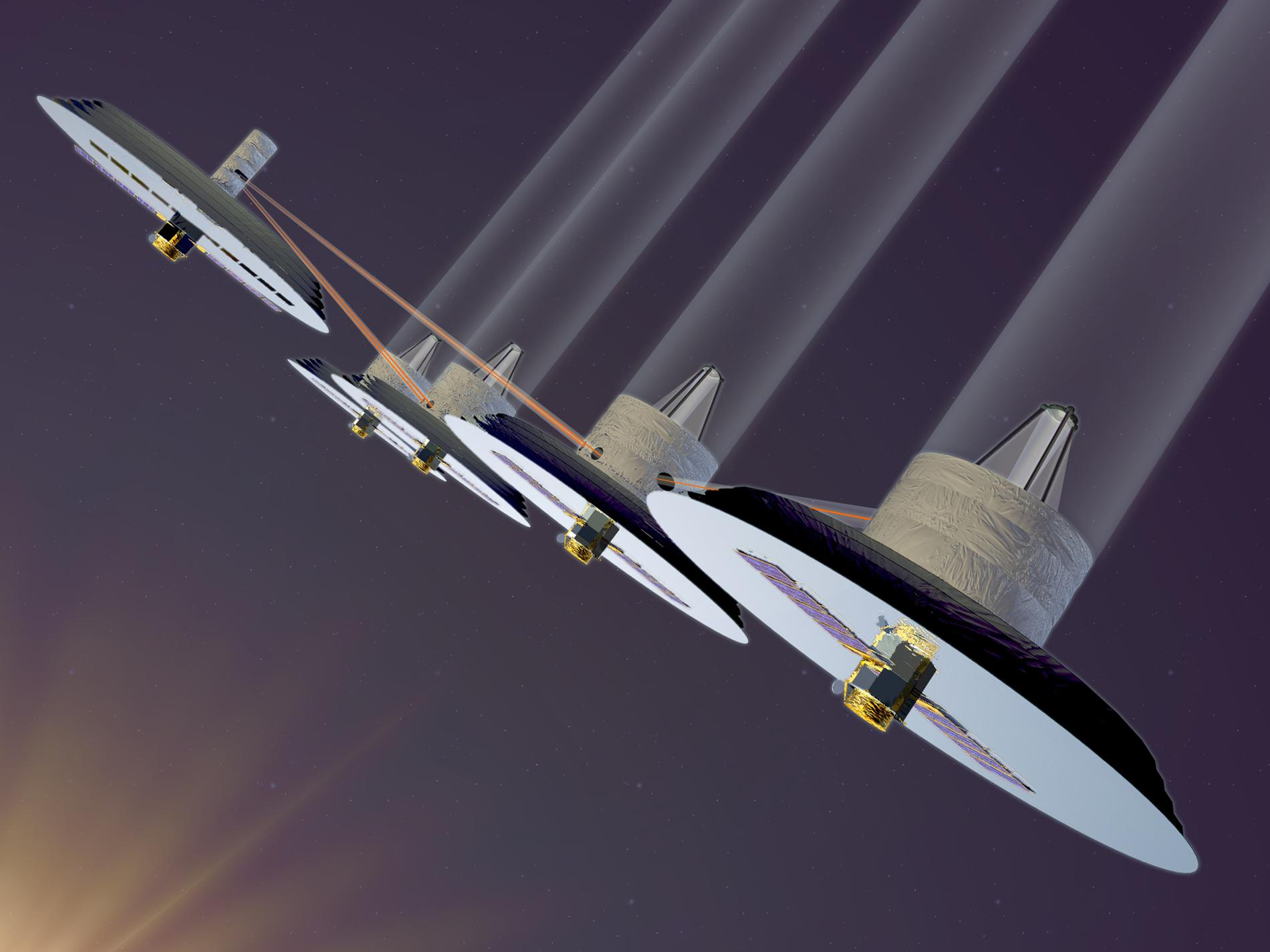
A NASA tervezett Terrestrial Planet Finder űrtávcső-rendszere

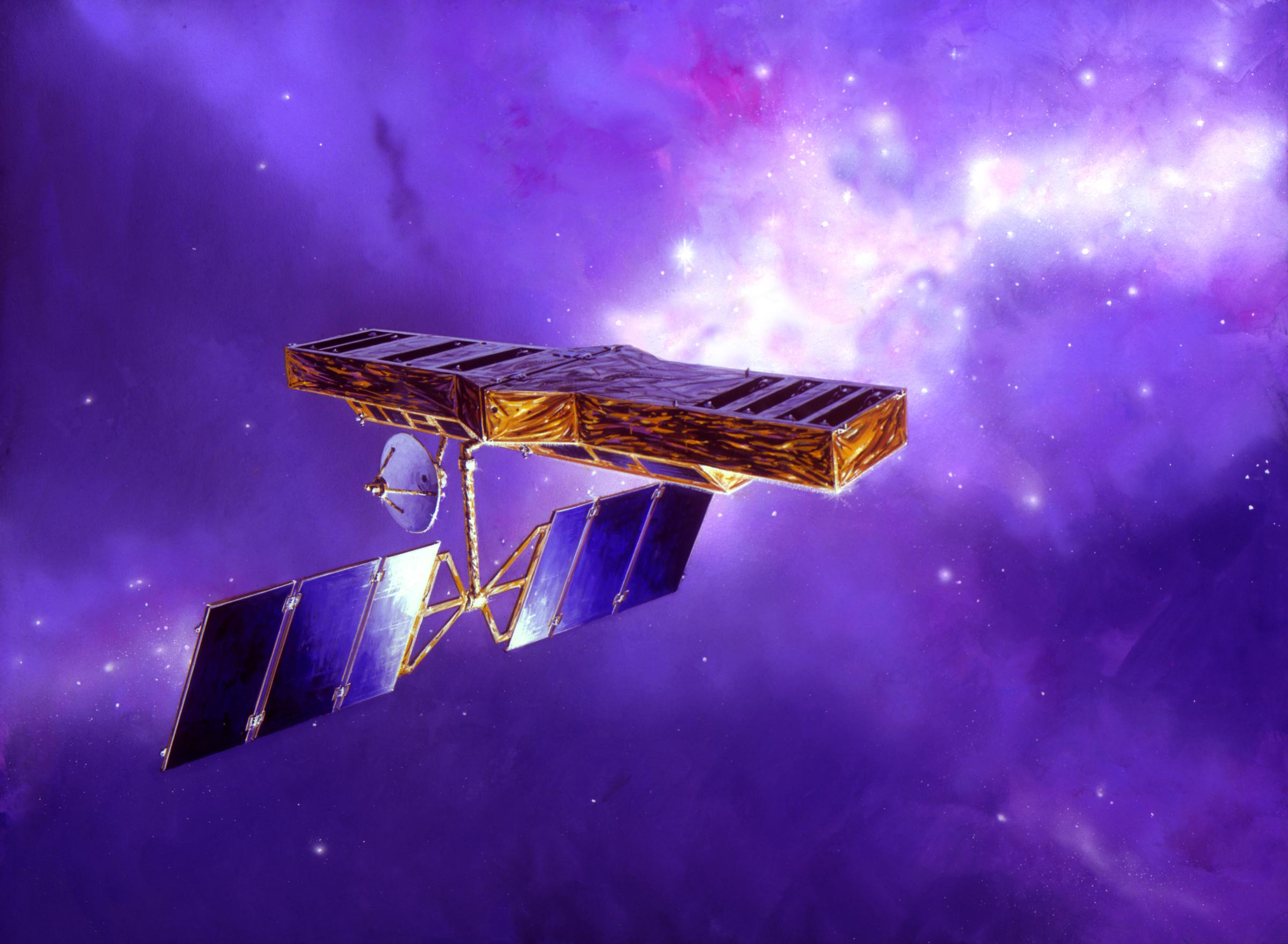
A tervezett SIM PlanetQuest űrtávcső

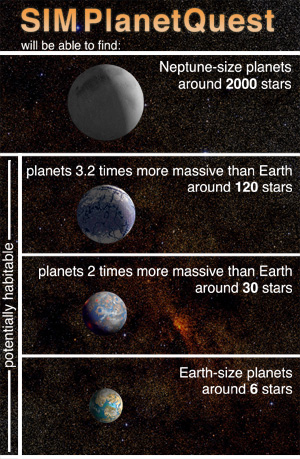
A SIM PlanetQuest misszió tervezett érzékenysége: Neptunusz-méretű bolygókat 2000, Föld-méretű bolygókat 6 csillag körül találna meg

Az exobolygók keringése által kiváltott periodikus jelenségek felfedezéséhez szisztematikus keresőprogramokra van szükség, minden egyes megfigyelt csillag kiválasztott paraméterét (fényesség, radiális sebesség) folyamatosan figyelni kell, adott esetben évekig. Emiatt az ilyen programok nem használhatják a világ legnagyobb távcsöveit, ezeken ugyanis távcsőidőhöz jutni nagyon nehéz, így a megfigyelt csillagok nagy számával kompenzálják a távcsövek kisebb mérete által okozott hátrányt, a nagyszámú mintából a legkönnyebben észlelhető exobolygókat felfedezve. Mivel a tudományterület még nagyon fiatal, így viszonylag kevés, kifejezetten az exobolygók felfedezésére épített berendezés létezik.
A legjelentősebb exobolygó-kereső programok a svájci Geneva Extrasolar Planet Search, az amerikai California and Carnegie Planet Search, (radiális sebesség-módszer), a Systemic (amatőrök által végzett analízisre támaszkodik), a TrES (Trans-Atlantic Exoplanet Survey), a SuperWASP (fedési), az XO Telescope és a magyar HATNet (fedési programok), az Angstrom (Andromeda Galaxy Stellar Robotic Microlensing), valamint az eredetileg a sötét anyagot esetleg alkotó égitestek felfedezésére létrehozott lengyel OGLE (Optical Gravitational Lensing Experiment, utóbbi kettő gravitációs mikrolencse-módszerrel). Az MEarth projekt földi telepítésű, kisebb teleszkópokkal a kis tömegű, M színképtípusú csillagok körül keres exobolygókat, mert az ilyen, kisebb átmérőjű és halványabb csillagok előtt átvonuló bolygókat könnyebb észlelni, így földméretű bolygók is felfedezhetőek. (Az ilyen halvány csillagokhoz a lakható zóna is sokkal közelebb van.) A Planetary Society támogatásával 2009-ben indult FINDS Exo-Earths program radiálissebesség-módszerrel dolgozik a Lick Obszervatórium 3 méteres távcsövével, az erre a célra épített műszer az 1 m/s nagyságrendű sebesség-változások kimutatására képes, a későbbiekben a Keck Obszervatórium 10 méteres távcsöveinek egyikére is fel tervezik szerelni, ebben az esetben képes lesz a 0,5 m/s érzékenységre, ami a naptömegű csillag körül keringő földtömegű bolygók észlelésére már elég.
Az egyre finomodó módszerek miatt az újabb programok már nagyon termékenyek, így a közeljövőben a felfedezett bolygók számának meredek emelkedésére lehet számítani.

#### Űrből végzett keresések
Az exobolygó-keresés során is komolyan zavaró tényező a Föld légköre, így a legjobb megfigyelések a világűrből végezhetőek, ezért több, kifejezetten az exobolygók kutatására tervezett csillagászai műhold indítása várható a nem túl távoli jövőben.
2003. június 30-án állították Föld körüli pályára a mindössze 52 kg tömegű kanadai MOST mikroműholdat, mely csillagok fényességének ingadozásait méri, melyet exobolygók áthaladása is okozhat.
2006. december 27-én állították pályára a francia COROT űrtávcsövet, melynek egyik kiemelt feladata exobolygók felfedezése, és a csillagfedéseket a jelenlegi, földfelszínről végzett észleléseknél körülbelül két nagyságrenddel érzékenyebben tudja megfigyelni, ami a fedési módszerrel felfedezett csillagok számát valószínűleg megsokszorozza majd.
A COROT távcső első felfedezését 2007. május 3-án jelentették be, az első eredmények alapján a tervezettnél háromszor kisebb méretű bolygók észlelésére is lehetőség nyílik, azaz tömegesen várható földméretű bolygók felfedezése.
2009. március 7-én indították COROT-hoz hasonló, de lényegesen nagyobb teljesítményű Kepler űrtávcsövet, mely 170 000 csillagot fog folyamatosan, egyszerre figyelni, bolygófedésekre várva. A műhold segítségével az exobolygókon kívül szerencsés esetben körülöttük keringő exoholdak vagy az exobolygók gyűrűi is felfedezhetőek.

### Tervezett exobolygó-keresési programok
Napjainkban az exobolygó-keresési programok csak a jupiterméretű bolygókat tudják megtalálni, a nem túl távoli jövőben azonban megkezdődik a Földhöz hasonló bolygók tömeges felfedezése, legalábbis, amennyiben a programok tervezett költségvetését sikerül előteremteni.
A Sloan Digital Sky Survey programon belül 2008 és 2014 között 11.000 csillag színképének elemzését tervezik, az exobolygókat a radiális sebesség-módszerrel keresve. A Marvels programban pesszimista becslések szerint is legalább 200 bolygó felfedezése várható.
2013-ban indult a Gaia űrtávcső, ami nagyon pontos asztrometriai vizsgálatokat végez, és  több száz és ezer csillag sajátmozgásából képes bolygók jelenlétének kimutatására, bár a módszer jellegéből adódóan elsősorban a nagy tömegű bolygók felfedezésére alkalmas. Mivel a műhold nagy pontosságú fényességméréseket is végez, fedési exobolygókat is találhat, bár ez nem elsődleges feladata.
2012-re tervezték felbocsátani a TESS (Transit Exoplanet Survey Satellite, azaz Fedési Exobolygó-Számláló Műhold) űrtávcsövet, melyet a Massachusetts Institute of Technology vezetésével fejlesztettek. A projektet a Google is támogatja, mind anyagi, mind technikai segítség formájában (nagy adatbázisok kezelése, indexálása és keresése). A fedési módszerrel dolgozó távcső mintegy kétmillió csillag fényerejét méri, az egész égboltot lefedve, és mintegy ezer exobolygó felfedezésére számítanak. A műhold alkalmas többek között a Naphoz hasonló csillagok körül keringő földméretű bolygók felfedezésére is. A távcső működésének érdekessége, hogy az általa rögzített tetemes mennyiségű adatnak csak egy részét (az érdekesnek gondoltakat) küldi a Földre, nagy részét három hónapig a műhold fedélzetén tárolják, majd törlik. Ezen adatok más kutatóprogramok számára is rendelkezésre állnak.
Pár év múlva állítják pályára a James Webb űrtávcsövet, (a Hubble űrtávcső utódját) melynek szinte minden, napjainkban folyó program jelentős szerepet szán, mert ez a távcső lesz először képes arra, hogy földszerű bolygókról direkt képet alkosson, így a korábbi programok által felfedezett bolygók legérdekesebbjeit érdemben is vizsgálhassa. A 2016-ban indított New Worlds program egy különleges alakú űreszköz segítségével takarja ki a legkecsegtetőbb bolygók csillagait, így egy űrtávcső, valószínűleg a James Webb, színképet tud felvenni magukról a bolygókról, így kémiai összetételük részletesen tanulmányozható, az esetleg felfedezett biogén anyagok pedig a földön kívüli élet felfedezését jelentenék.
2014–2020 között több, a jelenlegi műszereknél nagyságrendekkel érzékenyebb űrtávcső indítását tervezték, a SIM PlanetQuest, a Terrestrial Planet Finder amerikai műhold interferometria-módszerrel, a New Worlds (valamint a TPF egyik változata és a 2017 után induló japán SPICA űrtávcső) pedig a központi csillag koronográfhoz hasonló módon történő kitakarásával működik. Az ESA tervezett PLATO űrtávcsöve a tervek szerint 2017-ben indult, és a Kepler űrtávcsőhöz hasonló módszerrel, annál azonban mintegy tízszer több csillagot vizsgálva keres exobolygókat.

## Az exobolygók nevezéktana
Az általában elfogadott módszer szerint az exobolygókat a központi csillag neve után tett kisbetűvel jelölik, egy szóköz után, a b betűvel kezdve (az „a” a központi csillagot jelölné, de ezt sosem használják), és a felfedezés sorrendjében haladva, azaz a Gliese 581 körüli első felfedezett bolygó a Gliese 581 b, a következő a Gliese 581 c, és így tovább.
Az első, így jelölt exobolygó az 51 Pegasi b volt, az ezelőtt felfedezett, néhány, pulzár körül keringő bolygót hasonló rendszerben, de a pulzároknál szokásos nagybetűvel jelölték (PSR 1257+12 B).
Néhány exobolygónak nem hivatalos beceneve is van, de az IAU nem tervezi, hogy az exobolygókat – hasonlóan a holdakhoz vagy a Naprendszeren belüli kisbolygókhoz – elkeresztelje. A HD 209458 b nem hivatalos beceneve Osiris, az 51 Pegasi b neve pedig Bellerophon.

## Az exobolygók osztályozása

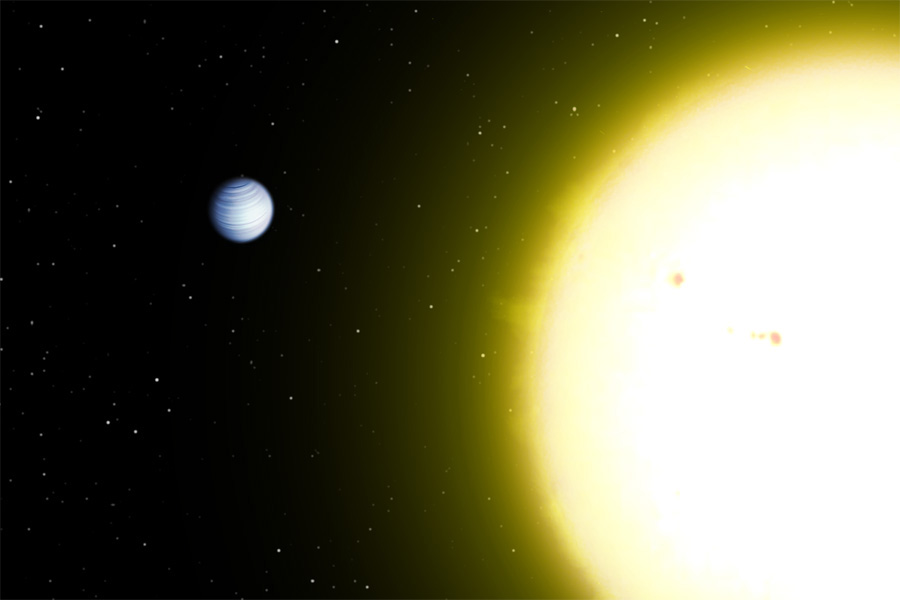
Fantáziarajz az 51 Pegasi rendszerről. A csillag közvetlen közelében kering a nagyméretű kísérőbolygó

### Központi csillagaik
A legtöbb, eddig felfedezett exobolygó a Naphoz leginkább hasonló G, K, vagy M színképtípusú fősorozati csillag körül kering. Ennek elsődleges oka, hogy a keresőprogramok elsősorban ezen csillagok körül kerestek bolygókat, mert ezt tartották a legvalószínűbbnek. A bolygók eloszlásának statisztikai elemzése, mely az ilyen hibákat kiszűri, azt mutatja, hogy a kisebb tömegű csillagok (vörös törpék, M színképtípusú csillagok) körül a bolygók kialakulásának esélyei kisebbek, vagy a körülöttük keringő bolygók mérete kisebb, így egyelőre nem észlelhetőek a földi műszerekkel (az eddig felfedezett exobolygók valószínűleg inkább számítanak különlegesek, mint átlagosnak). A Spitzer űrtávcső megfigyelései alapján valószínű, hogy az O színképtípusú csillagok erős csillagszele a körülöttük keringő protoplanetáris korongokat elpárologtatja, így akadályozza a csillagkeletkezést.
A magasabb fémtartalmú (a csillagok esetében minden, a héliumnál nehezebb elemet fémnek nevezünk) csillagok (például az I. populációs csillagok) körül nagyobb a bolygók keletkezésének esélye. Ez következhet abból is, hogy a bolygórendszerek kialakulása közben sok planetezimál belezuhan a csillagába, annak légkörében elpárolog, és fémekkel telíti légkörét. A bolygókkal rendelkező ι Hoorologiiról sikerült, (többek között fémessége alapján) kimutatni, hogy az a Hyadok nyílthalmazban keletkezett, és az egyező fémesség a fémekkel feldúsuló csillaglégkör elleni érv, legalábbis ebben az esetben.
Vannak ugyanakkor csillagközi bolygók is, amelyek csillagrendszereken kívül a csillagközi térben léteznek, ezek a kutatások szerint főleg gázbolygók, de kőzetbolygók is lehetnek.

### Mérhető tulajdonságok
A legtöbb exobolygót indirekt módszerekkel találták meg, elsősorban gravitációs hatásuk árulta el jelenlétüket. Ilyen esetekben a bolygópálya paramétereit ismerjük (az inklinációt leszámítva, azaz nem tudjuk, hogy a bolygó pályájának síkja mennyire hajlik a látóirányunkhoz képest). A bolygó tömegét nem tudjuk pontosan meghatározni, általában erre csak alsó becslés adható. Szerencsés esetben a bolygó pályasíkja a látóirányunkba esik, ekkor a bolygó minden keringésekor elvonul csillaga előtt (csillagfedést okoz), ekkor számtalan egyéb paramétert is meg tudunk határozni, többek között a bolygó viszonylag pontos tömegét, a fedés során bekövetkező fényességcsökkenés mértékéből a bolygó látszó méretét, ebből a sugarát, valamint sűrűségét, végső soron anyagi összetételére is következtethetünk.
Spektroszkópiai mérésekkel elvben kideríthető a bolygó légkörének összetétele, a másodlagos fedésekkor (a bolygó átvonulása a csillag mögött) felvett színkép segítségével előállítható a csillag színképe (a takarásban lévő bolygóé nélkül), ezt a rendszer teljes színképéből kivonva előállítható a bolygó színképe.

### Kiválasztási effektus

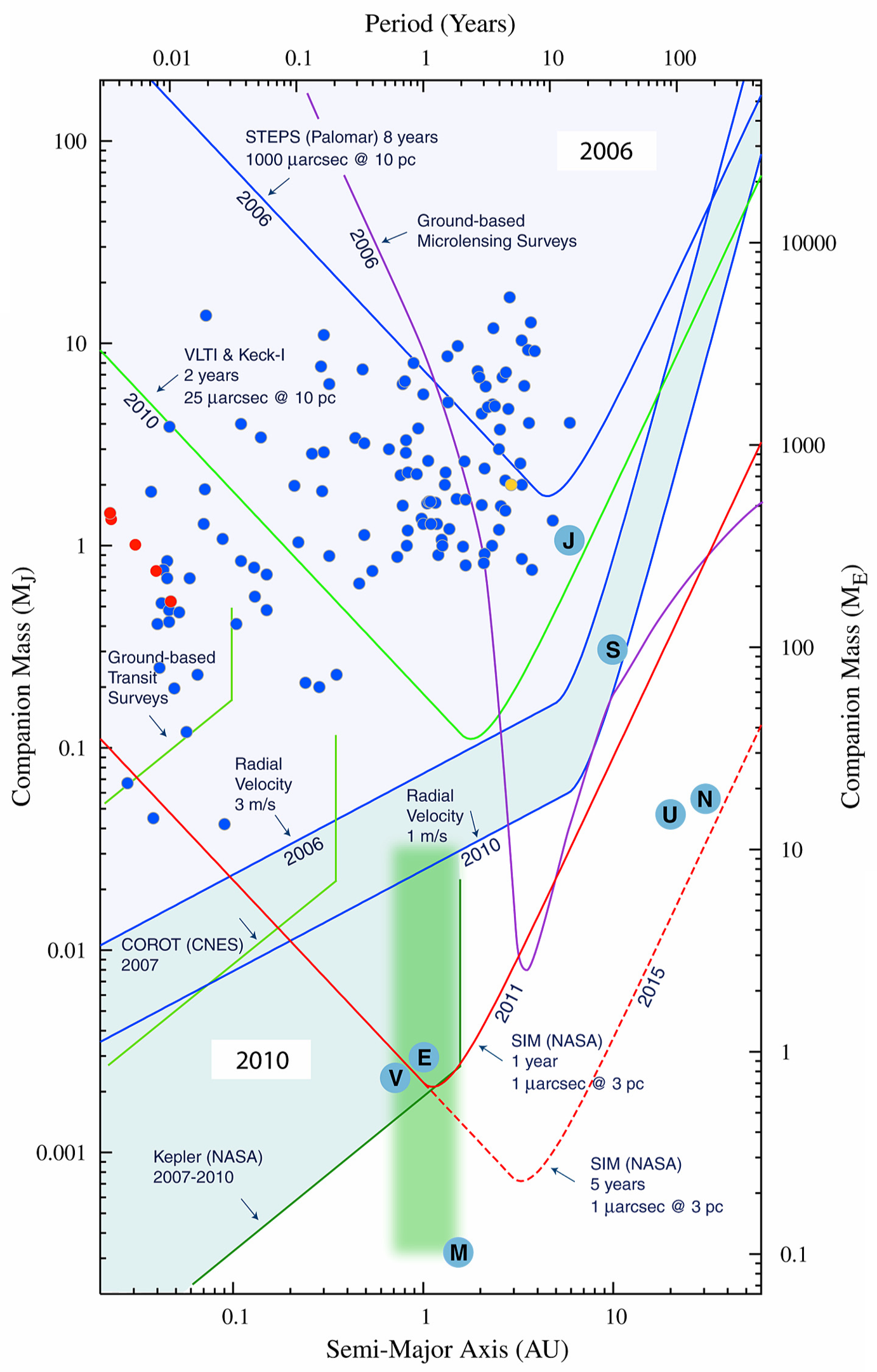
A 2004. augusztus 31-éig felfedezett exobolygók, összehasonlításképpen a Naprendszer bolygói, valamint néhány módszer érzékenységének összevetése és a velük való kutatás kezdetének várható időpontja látható. A vízszintes tengelyen a bolygópálya fél nagytengelye (sugara), a függőlegesen a bolygó tömege van ábrázolva. A különböző módszerek különböző fizikai paraméterekkel bíró bolygókra érzékenyek. Mindkét skála logaritmikus.

Az exobolygók túlnyomó többségének tömege többszöröse a Jupiterének, amely a Naprendszer legnehezebb bolygója. Ennek oka a megfigyelések kiválasztási effektusa: a nagyobb tömegű, fényesebb bolygók sokkal nagyobb részét fedezik fel műszereink, mint a kisebbekét. Emiatt a bolygók statisztikai analízise meglehetősen nehéz, de valószínűnek tűnik, hogy a kisebb tömegű bolygók gyakoribbak a nagy tömegűeknél. Az pedig, hogy a Földnél néhányszor nehezebb bolygókat is sikerült felfedezni, arra utalhat, hogy ezekből még több van.
Számos exobolygó kering csillagához nagyon közel. Ez is a kiválasztási effektus következménye: az általunk jelenleg alkalmazott keresési technikák nagy része a bolygót a központi csillagra kifejtett hatása alapján azonosítja, ez pedig a távolsággal nyilvánvalóan egyre csökken. A legelsőnek felfedezett bolygók nagy többsége forró jupiter típusú volt, mára viszonylag sok, a csillagától messzebb keringő bolygót is felfedeztek, de érdekes módon egy kutatási program a Jupiter 5 csillagászati egységes távolságában 54 vizsgált csillagrendszerből egyben sem talált óriásbolygót. A közvetlen keresési módszerek (például a bolygó lefényképezése), melyek alkalmazása mai lehetőségeinket jobbára meghaladja, ezzel ellentétes érzékenységűek is lehetnek, azaz a vakítóan fényes központi csillagoktól távolabbi bolygókat nagyobb eséllyel találják meg.
Csillagától nagy távolságban bármilyen bolygó felfedezése elé újabb akadály tornyosul: ha fel is fedezünk egy ilyen távolságban lévő égitestet, éveknek kell eltelniük ahhoz, hogy pályaadatait akár csak közelítő pontossággal kiszámítsuk. Érdekességképpen megemlíthető, hogy a legelső exobolygó 1992-es felfedezése óta a Jupiter, melynek keringési ideje 12 év, alig tett meg egy fordulatnál többet a Nap körül, feltehető, hogy például egy fedési jellegű bolygónál két átvonulás után még be sem jelentenék a felfedezést, ehhez ellenőrzésként megvárnák a harmadik átvonulást, ami az első után 24 évvel történne meg. A Neptunusz 164 éves keringési idejét figyelembe véve a pályaadatok kiszámításához több évszázadra is szükség lehet.
2006-ban a σ Orionis és a Chamaeleon I csillagkeletkezési régióban találtak bolygó tömegű (3-12 Jupiter-tömeg) égitesteket, melyek magányosak, nem egy naprendszer tagjai. Ezen égitestek keletkezése (protoplanetáris korongból, majd a bolygórendszerből kidobódva, vagy csillagszerűen, gázfelhő összehúzódása által) egyelőre nem tisztázott, bolygó besorolásuk is vitatható. Hasonló, szabadon lebegő bolygótömegű égitesteket találtak a Kígyótartó csillagképben is. Az ilyen felfedezések felvetik a kérdést, hogy bolygók keresését esetleg nem csak csillagok körül kell végezni.

### A pályák excentricitása és stabilitása

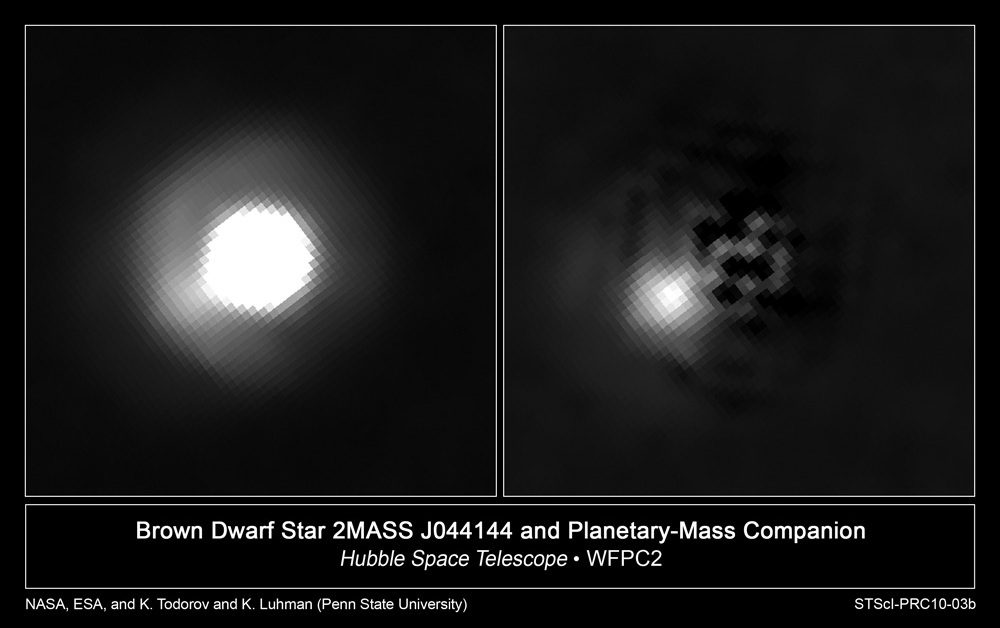
A 2MASS J044144 barna törpe és a körülötte keringő exobolygó (a barna törpétől balra-lefelé), mely a hőmérséklete alapján túl gyorsan alakult ki ahhoz, hogy protoplanetáris korongból jöjjön létre

Az exobolygó-pályák nagy része meglehetősen excentrikus, azaz meglehetősen elnyúlt, eltérően a Naprendszertől, melyben, a Merkúrét kivéve, a nagybolygók pályái a körtől csak kis mértékben térnek el. Ez nem a kiválasztási effektus miatt van így, okát egyelőre nem tudjuk. Elképzelhető, hogy az ilyen rendszerekben egy láthatatlan, távoli kísérő, esetleg egy barna törpe befolyásolja a pályákat, vagy a rendszer keletkezésekor túl sok nagy tömegű bolygó jött létre, és ezek, egymás pályáját zavarva kerültek elnyúlt pályára, egy részük így kidobódott a rendszerből. Jelenlegi bolygókeletkezési modelljeink, melyek a bolygók keletkezését a csillag körüli, kör alakú protoplanetáris korongból vezetik le, a kör alakú pályák túlsúlyát jósolják. Elképzelhető azonban, hogy a Naprendszer ebből a szempontból kivételes. Kis tömegű csillagok esetén a közeli csillag által okozott árapályerő a bolygót idővel kimozdítja a körpályáról, és egyre elnyúltabb pályára állítja (ezzel esetleg kimozdítva a lakhatósági zónából, kiirtva felszínén az életet). Több esetben arra utaló jeleket találtak, hogy a bolygók pályája nagyon instabil, és egészen rövid idő alatt is drasztikusan változik. A Gliese 431 esetében például a bolygó 2004-ben még nem fedte el csillagát, 2007-től már igen, azaz a pálya síkja megváltozhatott, amit a feltételezések szerint egy másik bolygó zavaró hatása okoz. A 2M 1207B esetében pedig kimutatták, hogy felszíne meglehetősen forró, valószínűleg a nem túl régi múltban bekövetkezett ütközések miatt.
Az ismert keringési irányú exobolygók között meglepően nagy a csillaguk forgási irányához képest retrográd keringésű bolygók aránya (egy 2010-es vizsgálat 27 bolygóból 6 ilyet talált), ez vagy a pályák rendkívüli instabilitására és a múltban történt átrendeződésére utal (ez esetben a több bolygó, egymással kölcsönhatva alakította ki a jelenlegi elrendezést, az észlelt bolygó inklinációját folyamatosan, végül 90 °Fölé növelve), vagy a bolygórendszerek keletkezése történt eltérő módon (nem kizárólag a központi csillag körül keringő protoplanetáris korongból, hanem a csillagokhoz hasonló módon, erre a Hubble űrtávcsővel is találtak már példát).

### Megválaszolatlan kérdések
Az exobolygók számos tulajdonságát teljes homály fedi, a legfontosabb három kérdés anyagi összetételük, van-e felszínükön élet, és az, hogy keringenek-e körülöttük holdak. A bolygók anyagi összetételére sűrűségükből következtethetünk, emellett néhány szerencsés esetben sikerült a bolygó színképét (nagyon kis felbontással) felvenni. Nagyobb részük a Jupiterhez hasonló gázóriás. A Naprendszer hasonló bolygóinak mindegyike körül számos hold kering. Amennyiben a holdak képződése hasonlóan gyakori más rendszerekben, úgy a már felfedezett exobolygók körül is több ezer hold keringhet felfedezésre várva. Mivel ezen égitestek egy része a csillag körüli lakhatósági zónában kering, holdjaikon kialakulhattak az élet hordozására alkalmas feltételek, de az élet felfedezése ilyen égitesteken lehetőségeinket még messze meghaladja.

### Földszerű exobolygók
A földön kívüli élet keresése szempontjából fontosak az olyan exobolygók, melyeknek fizikai tulajdonságai (felszíni hőmérséklet, anyagi összetétel, méret) hasonlóak a Földéhez, különösen, hogy az elsőnek felfedezett ilyen égitestek nagy része nemhogy a Földtől, de a Naprendszer többi tagjától is jelentősen különbözik.
Az első, a lakható övezetben felfedezett exobolygó a Gliese 581c, mely a tőlünk 20,5 fényévre található Gliese 581 csillag körül kering. Átmérője 50%-kal nagyobb a Földénél, tömege a Föld tömegének ötszöröse. Felszínén valószínűleg 0-40 °C közötti átlaghőmérséklet uralkodik, így elvileg megfelelő környezet lehet az élet számára. Összesen három bolygót fedeztek fel a Gliese 581 csillag körül, a másik kettő a Gliese 581b és Gliese 581d. Ezen kettő közül a Gliese 581b óriásbolygó, a Gliese 581d viszont szilárd felszínű. Három potsdami klímakutató és egy amerikai (Arlington Texas egyetemi) fizikus 2007 májusában közölt számításai szerint Gliese 581c nem alkalmas élet számára, a gyorsuló üvegházhatása miatt. Ezzel szemben szerintük a csillagtól valamivel távolabb keringő bolygó, a Gliese 581d megfelelő lehet, annak ellenére, hogy ennek a bolygónak az elliptikus keringési pályája naptávolban rideg körülményekhez vezet, ami az életet primitív életformák lehetőségére korlátozza.
Az első olyan exobolygó, melyről nagy bizonyossággal kijelenthető, hogy felszíne szilárd, a CoRoT–7b, melyet 2009-ben, fedési módszerrel fedeztek fel. A bolygó méretét a csillag fedésének mértékéből, tömegét az ESO la sillai 3,6 méteres távcsövére szerelt HARPS spektrográffal, a csillagra kifejtett gravitációs hatásából számították ki, ezekből viszont következtetni tudtak átlagsűrűségére.

## Exobolygók a kultúrában

A Tatuin ikernapjainak kettős alkonya a Csillagok háborújában

Az exobolygók a kultúrában elsősorban a tudományos-fantasztikus történetekben vannak jelen, ahol idegen fajok otthonaiként vagy felfedezésre váró idegen világokként szerepelnek.
A Csillagok háborúja filmekben például rengeteg idegen bolygó szerepel, rengeteg idegen fajjal, mivel a cselekmény egy egész galaxis vonatkozásában zajlik. A nagy sikerű kultuszfilm hatására nevezték el a HD 188753 Ab exobolygót nemhivatalosan Tatooine-nak a filmbéli bolygó után, mivel ennek a bolygónak is több nap látszik az egén, ahogy ez a filmben látható volt.
Rengeteg exobolygó szerepel továbbá a Star Trek tévésorozatok és mozifilmek által létrehozott világában is, amelyben a szereplők legtöbbször a világűr ismeretlen vidékeit, égitestjeit, bolygóit és civilizációit kutatják, ahol a bolygóknak saját nevezéktana is van. A bolygók mellett itt is sokféle idegen faj kap szerepet még a történetekben.
Az exobolygók afféle passzív égitestekként, inkább csak háttérként, helyszínként szolgálnak az idegen fajokkal és felfedezésekkel tarkított kalandokhoz, de előfordul kivétel is, például Stanisław Lem lengyel író Solaris című regényében, ahol a címszereplő bolygó maga egy élő intelligencia. A történetből 1972-ben orosz, 2002-ben amerikai film is készült.
Frank Herbert Dűne című regényében az Arrakis bolygó van középpontban, mivel csak rajta található a „fűszer” nevű anyag, ami különleges képességekkel ruházza fel a fogyasztóját, és nélkülözhetetlen az űrutazáshoz. A Dűne történetét is többször feldolgozták filmen.
Emlékezetes James Cameron Avatar című sci-fi-kalandfilmje is, ahol a Pandora holdon zajló kalandok közben a gondosan ábrázolt élővilág is fontos szerephez jut. A cselekmény szerint Pandora a nem túl távoli jövőben az emberek által kolonizált egyik első égitest, ahol bányászatot kívánnak indítani a bolygón található értékes, antigravitációs hatású ércért.

## Nevezetes exobolygórendszerek

### 2000 előtt felfedezettek

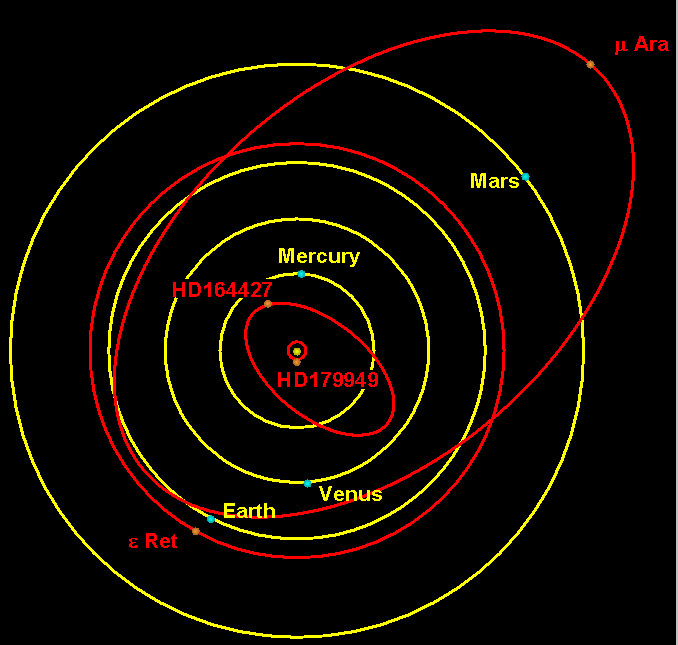
Néhány ismert pályájú exobolygórendszer (a HD 179949 b, a HD 164427 b, az ε Reticuli b és a μ Arae b) és a Naprendszer méretarányos összehasonlítása

PSR 1257 12 (1992)
Az első felfedezett exobolygórendszer. Az 1990-ben felfedezett pulzár rádiójeleinek szabálytalanságai árulták el két bolygójának meglétét, a felfedezést 1992-ben publikálták.
51 Peg b (1995)
Az első csillag körül felfedezett exobolygó. A fősorozati csillag körül a Merkúr pályájánál is közelebb kering forró jupiter típusú bolygója. A felfedezésre jellemző, hogy a bolygót vizsgáló (Geoff Marcy vezette) amerikai csoport a Jupiterhez hasonló bolygókat keresett, 10 év körüli periódussal, és a felfedezett bolygó négy napos periódusát nem is vizsgálták, mert ezt elképzelhetetlennek tartották, így a bolygót a Michel Mayor és Didier Queloz vezette svájci csapat fedezte fel, az amerikaiak csak megerősítették azt, több éves adatsoruk újraelemzésével.
55 Cancri (1997)
A kettőscsillag első bolygójának felfedezését számos újabb is követte, a rendszerben jelenleg öt bolygót ismerünk, ez lehetővé teszi a jobbára elvetett Titius-Bode szabály kísérleti ellenőrzését is, mely szerint a bolygók pályáinak sugara úgy aránylik egymáshoz, mint az egymást követő négyzetszámok.
HD 209458 b (1999)
Az első fedési exobolygó, bár eredetileg a radiális sebesség-módszerrel találták meg. A fedések felfedezése erősítette meg, hogy a radiális sebesség változásáért bolygók felelősek (a fedési módszerrel meg lehet határozni a bolygó átmérőjét, így a tömegéből átlagos sűrűségét is.) A csillagához közel lévő, mindössze 3,5 nap keringési periódusú forró jupiter a csillag erős sugárzásának hatására folyamatosan veszíti el légkörét, hidrogénburok veszi körül, emellett többek között nátriumot, elemi szenet és oxigént is kimutattak a bolygó környezetében.
ups And (1999)
Az elsőnek felfedezett többszörös exobolygórendszer. Az első bolygót (υ And b) még 1996-ban, a másodikat (υ And c) és a harmadikat (υ And d) 1999-ben találták. Tömegük rendre 0,687, 1,97 és 6,83 jupitertömeg, pályájuk sugara 0,0595, 0,83 és 2,54 Csillagászati egység.

### 2000-2005 között felfedezettek

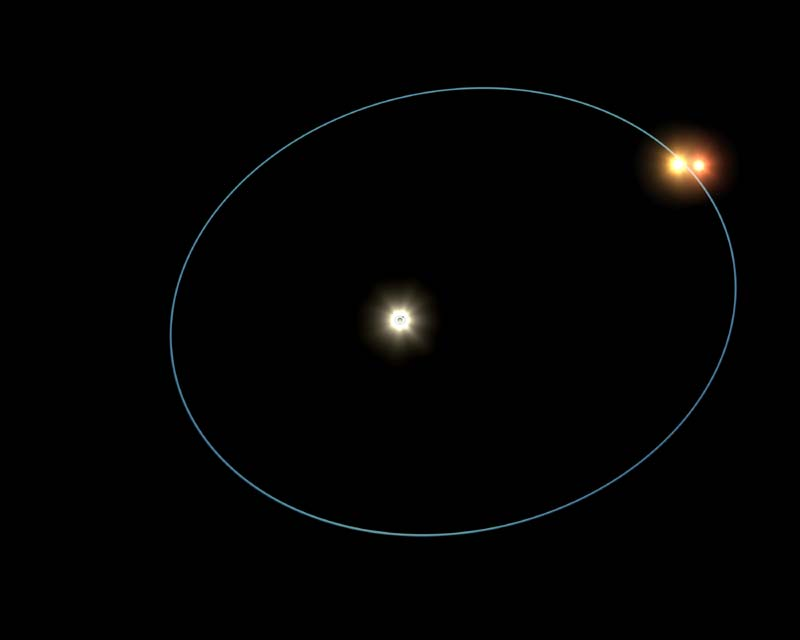
A HD 188753 hármas rendszer művészi ábrázolása, a feltételezett bolygó, hasonlóan a rendszer két kisebb csillagához, a központi csillag körül kering

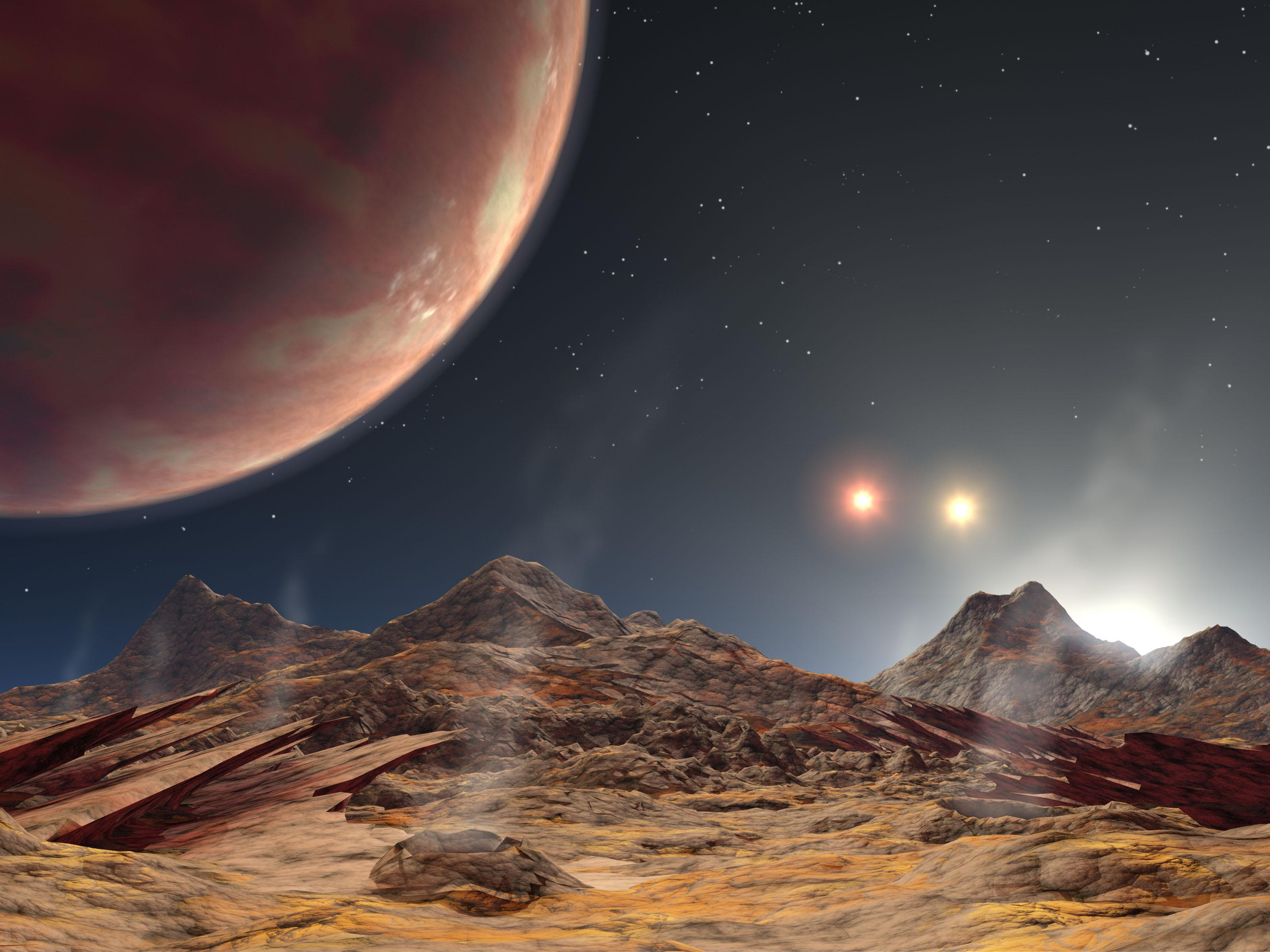
Tripla napkelte a HD 188753 Ab bolygó („Tatooine”) egy feltételezett holdján

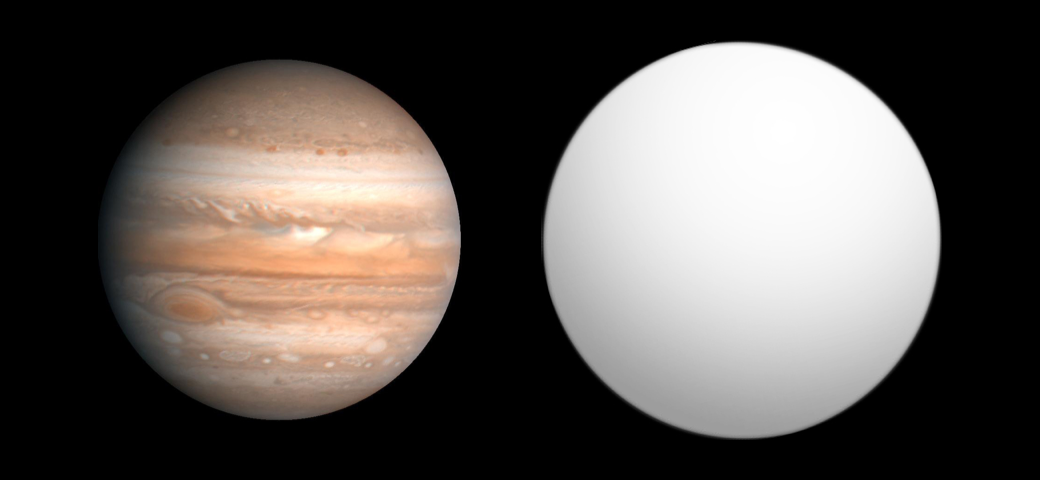
A Jupiter és a TrES–1b bolygó léptékhelyes összehasonlítása (fantáziarajz)

HD 209458 b (2001)
A Hubble űrtávcső segítségével 2007-ben sikerült színképet készíteni a fedési exobolygóról, ebben kimutatták a nátrium jelenlétét.
HD 28185 b (2001)
Az első exobolygó, mely anyacsillaga lakhatósági zónáján belül van, azaz a bolygó olyan távolságban van csillagától, hogy felszínén a víz folyékony állapotú lehet. Bár a bolygó gázóriás, azaz nincsen szilárd felszíne, holdjain kialakulhatott az élet.
ι Draconis b (2001)
Az első óriáscsillag körül felfedezett bolygó. Korábban feltételezték, hogy az óriáscsillagok pulzációi elpusztítják a körülöttük keringő bolygókat, így ilyen helyeken ezek felfedezése nem várható. A bolygó maga nagy tömegű, és meglehetősen excentrikus pályán kering, melynek átlagos sugara 1,27 CsE.
HD 80606 b (2001)
Erősen excentrikus pályája során 0,85 CsE és 0,03 CsE közötti távolságban kering csillaga körül. Pályája következménye, hogy a napjához közeledve a hőmérséklete 800-ról 1500 kelvinre emelkedik, mindössze 6 óra alatt.
PSR B1620-26 c (2003)
A Messier 4 gömbhalmazban lévő pulzár körül kering a bolygó, a rendszer tagja emellett egy fehér törpe is. A legöregebb ismert bolygó, korát 13 milliárd (földi) évre teszik.
HD 70642 b (2003)
Csillagától 3,3 CsE távolságra keringő, két jupiter-tömegű bolygó, holdjainak felszíne alatt az Európáéhoz hasonló, felszín alatti óceánok jöhettek létre, ahol kialakulhatott az élet.
μ Arae d (2004)
Az egyik legkisebb tömegű bolygó, valamint az egyetlen földszerű, amely fősorozati csillag körül kering. (14 földtömeg)
TrES–1 b (2004)
A Trans-Atlantic Exoplanet Survey (Transzatlanti Exobolygó-felmérés), egy kis távcsövekből álló hálózat első (fedési) exobolygója. Felfedezésének idején ez volt a legkisebb, távcsővel (mintegy 10 cm átmérő) felfedezett exobolygó.
2M1207 b (2004)
Az első, barna törpe körül keringő exobolygó, az első, melyet sikerült közvetlenül is megörökíteni infravörös tartományban, az ESO 8,2 méteres VLT (Yepun) távcsövével. 2006-ban a barna törpe körül porkorongot is találtak, amely valószínűsíti, hogy a bolygó a hagyományos bolygókeletkezési modelleknek megfelelően alakult ki. (Azaz nem például kettőscsillagról van szó.)
Gliese 876 d (2005)
A Gliese 876 vörös törpe bolygója az egyik legkisebb tömegű (7,5 földtömeg) bolygó, pályájának sugara 0,021 CsE, amit 1,94 nap alatt jár körbe.
HD 149026 b (2005)
A bolygó szilárd magja az eddig felfedezett legnagyobb tömegű (70 földtömeg), a bolygó teljes tömegének kétharmada.
HD 188753 Ab (2005)
Viszonylag tág kettőscsillag egyik tagja körül keringő bolygó, megléte részben ellentmond a hagyományos bolygókeletkezési elméleteknek, mert kettős rendszerek egyik tagja körül nehezebben alakulhat ki protoplanetáris korong a másik tag zavaró gravitációja miatt. Később a felfedezést cáfolták, a bolygó megléte ma nem teljesen bizonyos. Nem hivatalos neve a többes rendszer miatt „Tatooine”.

### 2006-ban felfedezettek

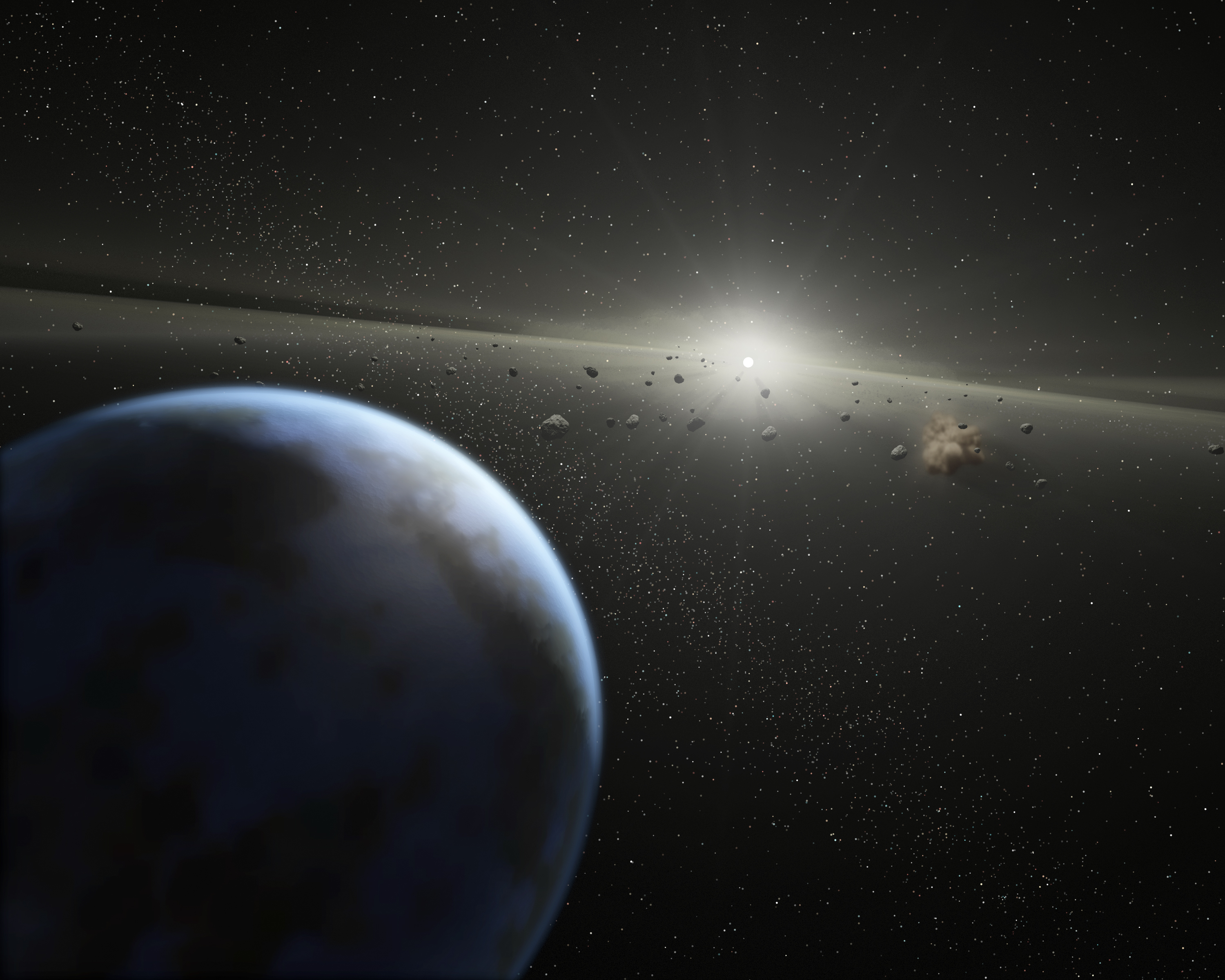
Fantáziakép a HD 69830 jelű csillag bolygójáról

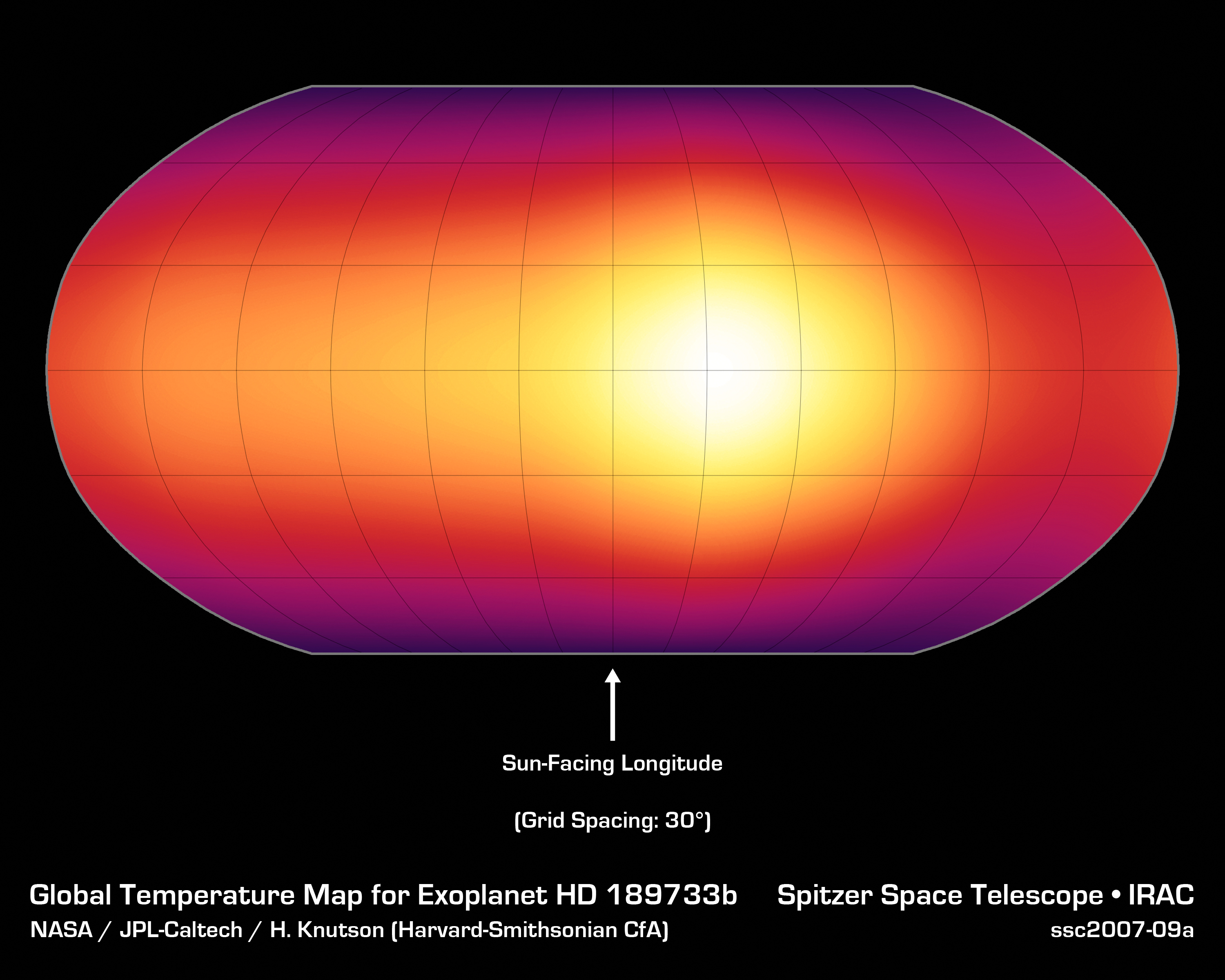
A HD 189733 b bolygó feltételezett hőmérséklet-térképe

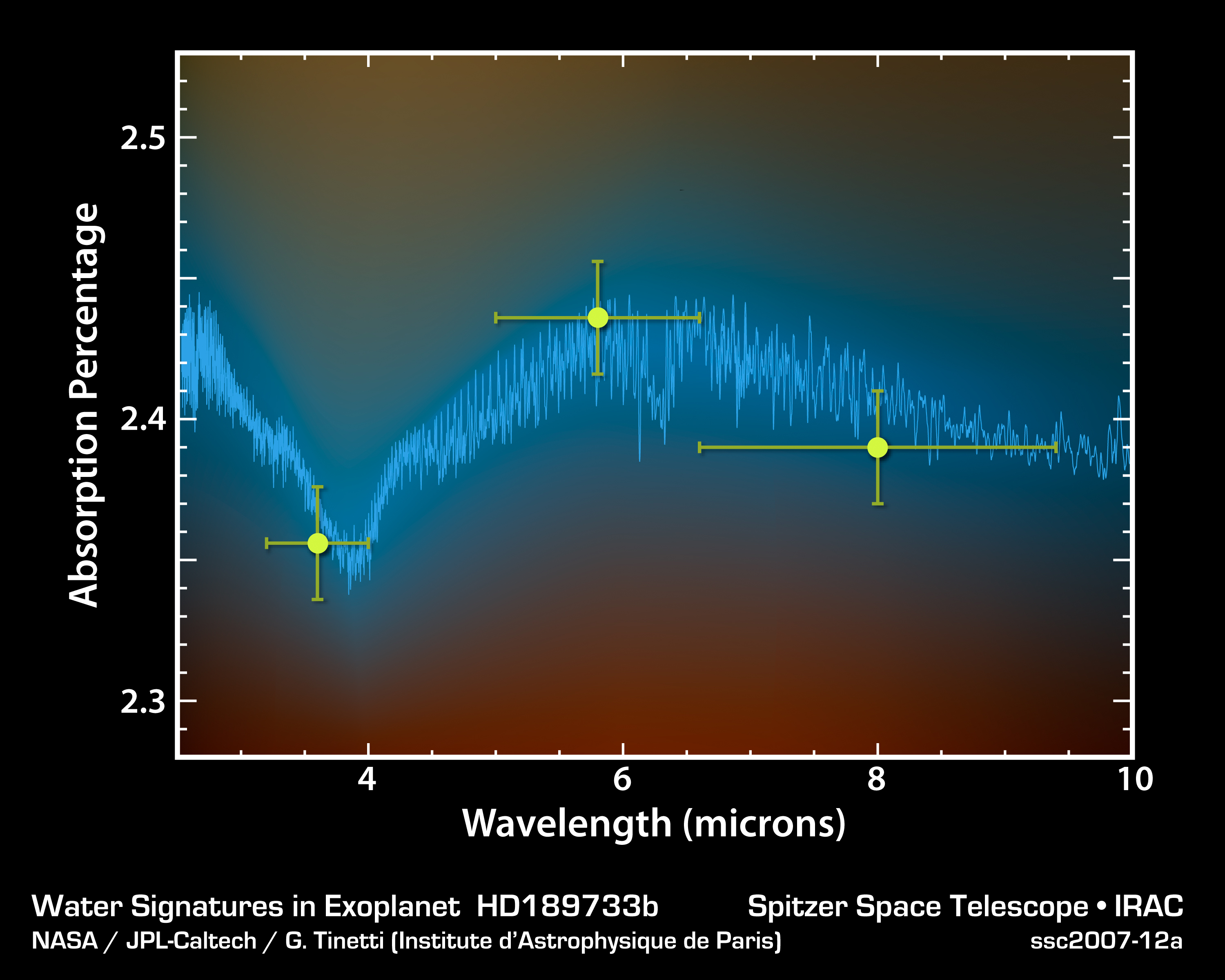
A HD 189733 b bolygó feltételezett színképe, a három sárga pont jelöli a tényleges méréseket, a hozzájuk tartozó bizonytalanságokkal, a kék görbe az erre illeszkedő (feltételezett) spektrum, amely a víz nyomait mutatja

OGLE-05-390L b
Az egyik első gravitációs mikrolencse-hatással felfedezett bolygó, egyben a legtávolabbi is (csillaga körülbelül 21 500 fényévre van a Naptól), és az egyik legkisebb tömegű (5,5 földtömeg, így ez a legkisebb bolygó fősorozati csillagok körül). Pályájának sugara 2,6 CsE.
HD 69830
Három Neptunusz-méretű bolygó által alkotott rendszer, az első, amelyben nincsen nagy, jupiter-tömegű bolygó. A három bolygó tömege 10, 12, és 18 földtömeg, és mindhárom a Föld pályájánál közelebb kering a csillaghoz, a legkülső valószínűleg a lakhatósági zónában.
HAT–P–1 b
Az eddigi legnagyobb sugarú és legkisebb sűrűségű exobolygót magyar csillagász, Bakos Gáspár fedezte fel, az általa üzemeltetett HATNet távcsőrendszerrel. A HAT–P–1 b exobolygó a ADS 16402 AB G0 színképtípusú kettőscsillag körül kering. Átmérője a Jupiter átmérőjének 1,36-szorosa, tömege 0,53-szorosa. A felfedezés értékét növeli, hogy a kevesebb, de alaposabb eredményt produkáló fedési módszerrel találták meg.
SWEEPS-10
Az eddig felfedezett legkisebb pályasugarú bolygó, 10 óránként kerüli meg csillagát, pályájának sugara a Föld-Hold távolság háromszorosa. Felszíne a kis távolság miatt nagyon forró, körülbelül 1650 °C-os. Ilyen közel csak viszonylag kis tömegű csillaghoz keringhetnek (viszonylag nagy tömegű) bolygók, különben a csillag gravitációja szétszakítaná őket.
HD 189733 b
A kettőscsillag körül keringő bolygó az egyik első fedési exobolygó. Nem mindennapi tulajdonságait hosszasan lehet sorolni: központi csillaga, a HD 189733 7,6 magnitúdós, azaz kisebb távcsővel is megfigyelhető, a bolygó átvonulásai pedig mintegy 3%-os fényességcsökkenéssel járnak, ami azt jelenti, hogy nagyon tapasztalt vizuális változócsillag-észlelők szabad szemmel is észrevehetik a bolygó átvonulását. Ez volt az egyik első bolygó, amelynek sikerült a színképét rögzíteni (a HD 209458 b-vel egyetemben), valamint sikerült a bolygó vázlatos időjárástérképét is megrajzolni, közvetett észlelési módszerek segítségével. 2007 júliusában vízgőz jelenlétét mutatták ki a bolygó 1300 °C-os légkörében a Spitzer űrtávcső segítségével, majd 2008 decemberében a Hubble űrtávcső szén-dioxidot is kimutatott. 2008 januárjában jelentették be, hogy a bolygó légkörének látható fényét, a sugárzás eltérő polarizációját kihasználva, sikerült elkülöníteni a csillagétól, és ennek elemzése alapján a légkör bizonyos paramétereit meg tudták becsülni. A szokatlanul kis, mindössze 60 cm átmérőjű távcsővel végzett megfigyelés szerint a bolygó felsőlégköre a nagy hőmérséklet miatt erősen felfúvódott, vastagsága eléri a bolygósugár 30%-át.

### 2007-ben felfedezettek
Gliese 581 c (2007.)
A bolygó a csillag lakhatósági zónáján belül fekszik, azaz folyékony víz lehet felszínén. Később felmerült, hogy a vörös törpecsillaghoz túl közel van a bolygó, emiatt kötött a tengely körüli forgása (egy keringés pontosan egy tengely körüli elfordulás, azaz minden év egy napból áll, hasonlóan, mint ahogyan a Hold kering a Föld körül, mindig ugyanazon oldalát mutatva felé), ez nagyon felmelegíti a bolygó egyik oldalát, esetleg megszaladó üvegházhatást okozva.
Gliese 581 d
Ez a bolygó a csillag lakhatósági zónájának legkülsején van. Ezen lehet folyékony víz. de annak elliptikus keringési pályája miatt a bolygóév telén (naptávolban) érezhető rideg viszonyok miatt kifejlett életformákat nem várhatunk rajta.
HAT–P–2 b
8,17 jupitertömegű bolygó, a HD 147506 csillagot 5,63 nap alatt kerüli meg, ezzel a leghosszabb keringési idejű fedési exobolygók között van. Pályája rendkívül elnyúlt, 5-15 millió km közötti. A rendszerben más bolygók is lehetnek.
TrES–3
A Trans-Atlantic Exoplanet Survey (Transzatlanti Exobolygó-felmérés), egy kis távcsövekből álló hálózat, és a HATNet által is azonosított fedési exobolygó, két jupitertömeggel és mindössze 31 órás keringési idővel. Felszíni hőmérséklete mintegy 1500 K.
CoRoT-1 b
A COROT űrtávcső első felfedezése, egy 1500 fényévre lévő csillag körül kering, nagyon közel, mindössze másfél nap alatt megtéve egy fordulatot. Tömege a Jupiterének 1,3-szorosa, sugara 1,65-szerese. Felszíni hőmérséklete 1500 K körül van. 2009-ben ezen bolygó fénygörbéjénél sikerült először kimutatni a bolygó fázisának változásait: hasonlóan a Holdhoz, csillaga körül hol az egész bolygó megvilágított, hol csak az egyik oldala, ezt a rendszer össz-fényességének változásában sikerült kimutatni.
HAT–P–3 b
A HATNet által talált harmadik fedési exobolygó forró jupiter, mely az Ursa Maior egy fiatal, K színképtípusú csillaga körül kering, egy fordulatot 69,6 óra alatt megtéve. Tömege 0,6-szorosa, sugara 0,9-szerese a Jupiterének, azaz sűrűsége az ismert exobolygók között viszonylag nagynak számít.
HAT–P–4 b és HAT–P–5 b
Két újabb forró jupiter, a HAT–P–4 b a BD +36 3593 F színképtípusú csillag körül kering mindössze 3 napos keringési idővel. A HAT–P–5 b egy G színképtípusú csillag körül kering 2,7 napos periódussal, sűrűsége mindössze 660 kg/m³.
HAT–P–6 b
Forró jupiter, mely a Jupiterével megegyező tömegű, de nagy hőmérséklete miatt, melyet a csillagához közeli keringése (3,8 napos keringési periódus) okoz, sugara a Jupiterének 1,33-szorosa. Egy tőlünk 860 fényévre lévő, 10,6 magnitúdós, F színképtípusú csillag körül kering.

### 2008-ban felfedezettek
HAT–P–7 b

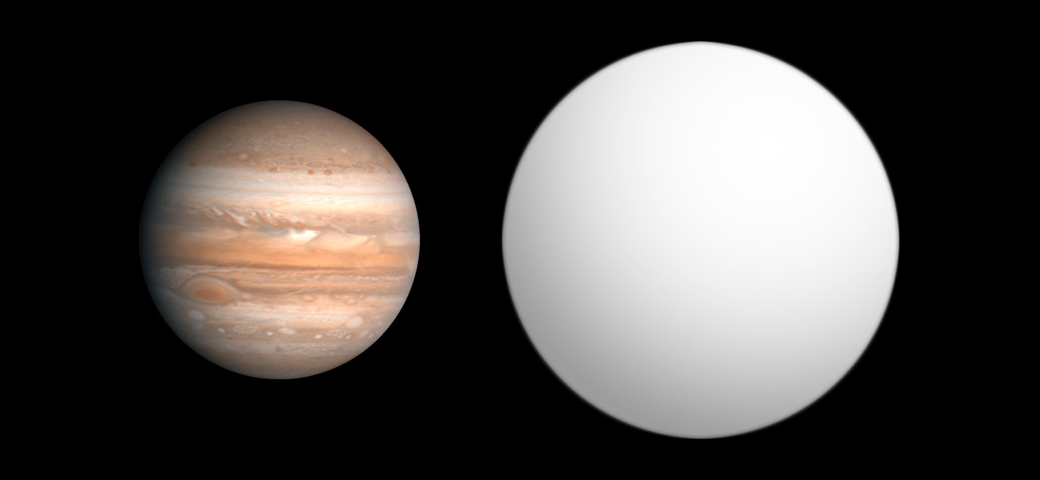
Méretarány: a Jupiter és a HAT–P–7 b

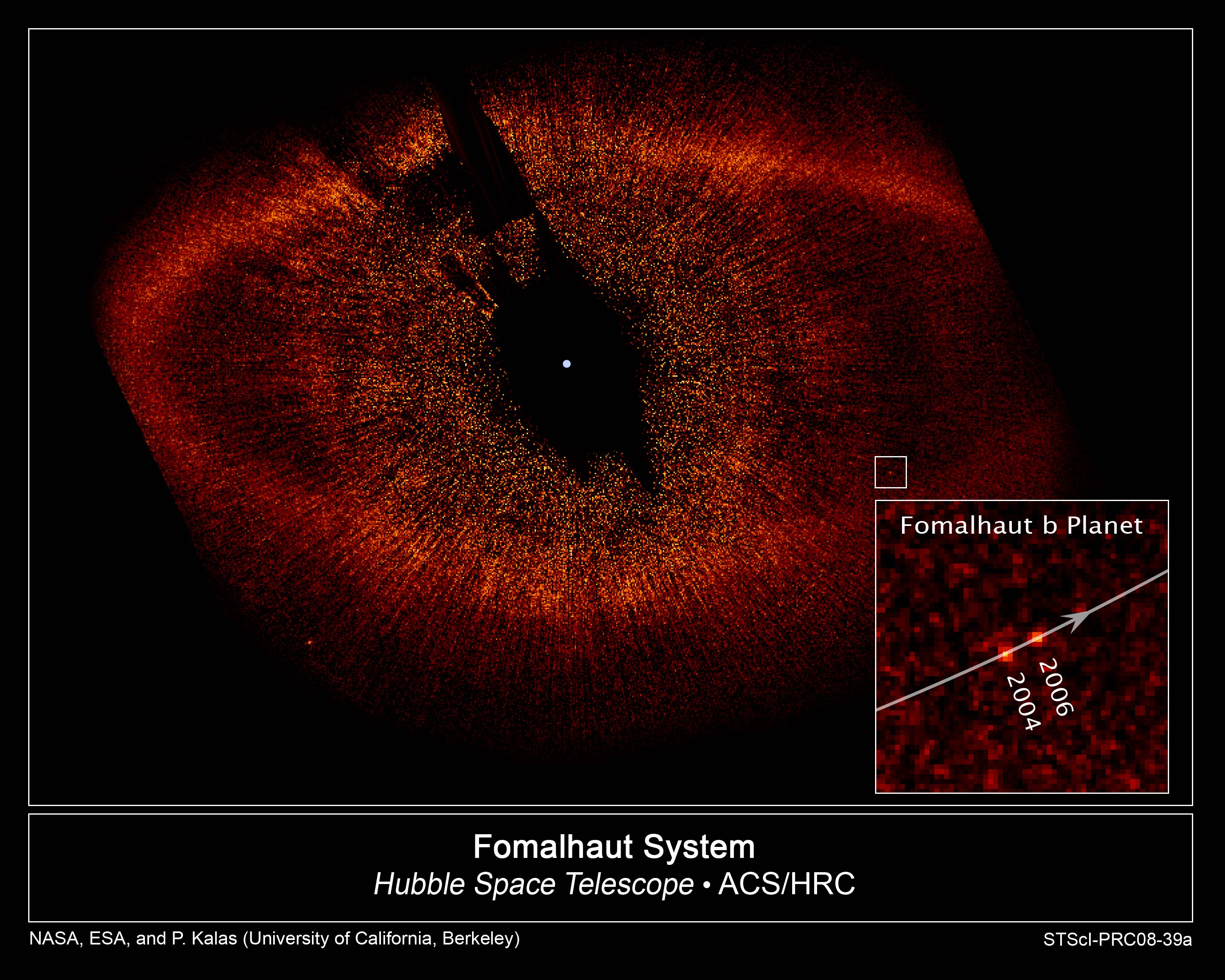
A Fomalhaut körüli törmelékkorong, benne a Fomalhaut b bolygóval, valamint a bolygó két év alatti elmozdulása

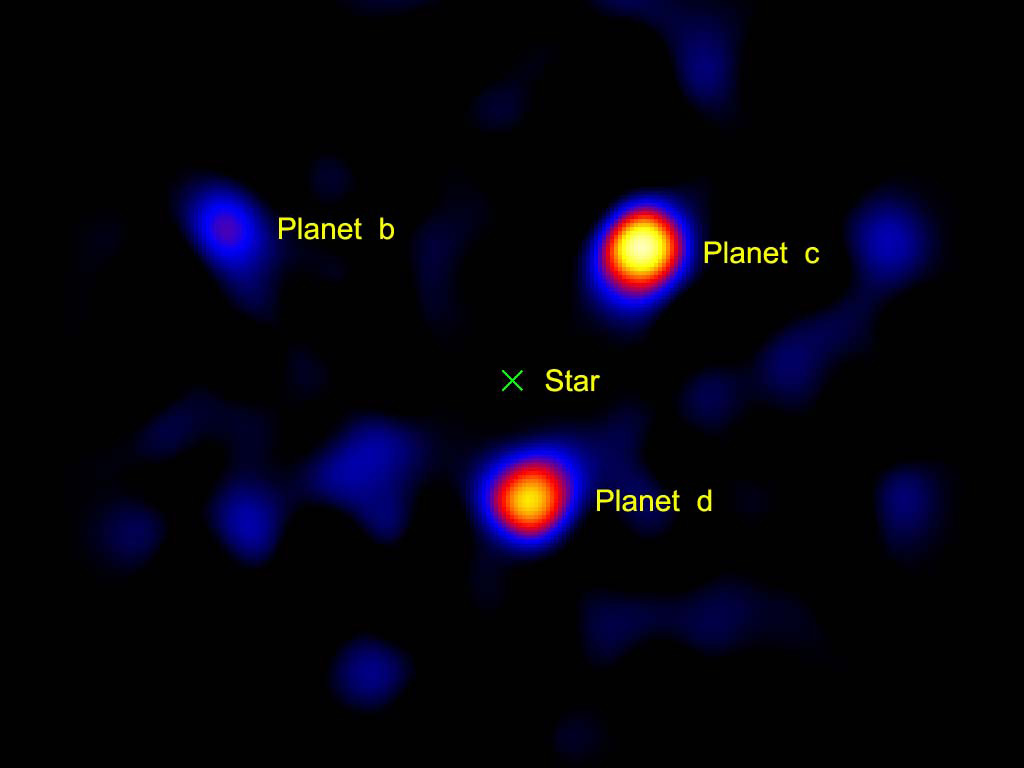
A HR 8799 rendszer, a Palomar-hegyi, 5,1 méteres Hale távcsővel készült képe. A kitakart központi csillag helyét zöld X jelöli

A HATNet által felfedezett bolygó nagyon forró jupiter, felszínén a hőmérséklet meghaladja a 2500 kelvint. F6 színképtípusú csillag körül kering, nagyon kis, 0,038 CsE sugarú pályán. A bolygó tömege 1,78-szorosa, sugara 1,36-szorosa a Jupiterének. A csillag a Kepler űrtávcső által vizsgálni tervezett égterületen van.
MOA-2007-BLG-192-L b
Az eddig felfedezett legkisebb tömegű exobolygó, 1,4 Föld-tömeggel. Felfedezése gravitációs mikrolencse-módszerrel történt meg. Kis tömegű csillagától körülbelül a Vénusz pályájának megfelelő távolságban kering. Az eredetileg 3,3 földtömegűnek feltételezett bolygó tömegét a megfigyelésekre vonatkozó pontosított modellek miatt lejjebb szállították. A vörös törpe körül megközelítőleg a Nap-Vénusz távolságban keringő bolygó szerencsés esetben a lakható övezetbe esik.
1RXS J160929.1–210524 b
A Gemini North Observatory által a közeli infravörös tartományban, fényképezéssel fölfedezett, 8 Jupiter tömegű bolygó, mely fiatal, 5 millió éves, 500 fényévre lévő, Nap típusú, K7 színképtípusú csillagától meglehetősen távol, 330 CsE távolságra kering, az ilyen nagy távolság protoplanetáris korongból történő kialakulással viszonylag nehezen magyarázható, elképzelhető, hogy a bolygó a csillagokhoz hasonlóan, összehúzódással alakult ki. Felszíni hőmérséklete 1800 K. A felfedezés megerősítésére még várni kell, ilyen hosszú periódusú keringésnél ugyanis évekbe telik, amíg az égitest pályája pontosan számítható, és a keringés ténye (azaz, hogy nem egy távoli háttérobjektumról van szó) megerősíthető. A csillagászok szándékosan ilyen, viszonylag fiatal csillagok csoportosulásában kerestek exobolygókat (85 csillagot fényképeztek le), a fiatal csillagok bolygói ugyanis még nagyon forrók, és erősebben sugároznak.
Fomalhaut b
Az egyik első olyan rendszer, ahol nemcsak, hogy sikerült lefényképezni a bolygót, hanem kimutatták csillag körüli keringését is, felfedezését együtt jelentették be a HR 8799 rendszerével. A 25 fényévre lévő α Piscis Austrini körül először az IRAS infravörös csillagászati műhold fedezett fel porkorongot, ezt később a Hubble űrtávcső is megörökítette, és a porkorong egyenetlen eloszlásából következtettek bolygók meglétére. A porkorongon belüli egyik folt az egymást két évvel követő felvételeken elmozdult, az elmozdulás mért mértéke megegyezik a bolygó tömegéből számíthatóval. A bolygó keringési periódusa 872 év, csillagtól való távolsága 119 CsE, becsült tömege 0,3-2 jupitertömeg között van. A két észlelés között fél magnitúdót halványodott
HR 8799;
A Keck és a Gemini távcsövek közeli infravörös felvételein a 140 fényévre lévő, másfél naptömegű A színképtípusú csillag körül három bolygót és elmozdulásukat örökítették meg. A bolygók távolsága csillaguktól 24, 37, és 67 CsE, tömegük rendre 10, 10 és 7 jupitertömeg. A legkülső bolygó egy törmelékkorong belső peremén kering. A felfedezést a Fomalhaut b felfedezésével együtt jelentették be.

### 2009-ben felfedezettek
CoRoT-7 b
Az eddig felfedezett legkisebb exobolygó, sugara a Földének kevesebb mint kétszerese, tömege 5-10 földtömeg. Csillagához igen közel, 0,017 CsE távolságra kering, 20 óránként megtéve egy fordulatot. Valószínűleg kőzetbolygó, esetleg óceánbolygó, felszíni hőmérséklete 1000-1500 °C. A COROT űrtávcső fedezte fel, fedési módszerrel.
VL–10 b
A 20 fényévre lévő VL 10 M színképtípusú vörös törpe körül keringő, 6 Jupiter-tömegű bolygó. A Hale-teleszkópra szerelt 16 megapixeles STEPS (Stellar Planet Survey) CCD-vel fedezték fel. Az első asztrometriai módszerrel felfedezett exobolygó, emellett, mivel a VL 10 sokáig az ismert legkisebb tömegű csillag volt, felfedezésekor a legkisebb tömegű csillag körül keringő bolygó. A rendszer érdekessége, hogy a központi csillag élete elég hosszú ahhoz, hogy a körülötte keringő gázbolygó, mozgási energiájából folyamatosan veszítve, összeolvadjon vele, így azt üzemanyaggal töltse fel, meghosszabbítva élettartamát.
GJ 1214 b
Erről a 40 fényévre keringő bolygóról csak 2012 februárjában derült ki, hogy a bolygóknak egy teljesen új osztályába tartozik, mert a felületét teljesen víz fedi. A bolygó átmérője a Földünkének 2,7-szerese, tömege kb. hétszerese, és számítás szerinti fajsúlya a Földének kb. fele, vagyis kőzet-tartalma alacsony. A mért magas (232 °C) hőmérséklete nem engedi meg az élet fenntartását, tehát nem tartozik a lakható bolygók osztályába. (Forrás: Maxi Sciences, francia internetes folyóirat, 2012. február 23.)

### 2010-ben felfedezettek
2M 044144 b
Barna törpe és körülötte keringő 5-10 jupitertömegű bolygó vagy barna törpe, melyet a Hubble űrtávcső WFPC2 kamerájával fedeztek fel egy, a Taurusban lévő csillagkeletkezési terület 32 barna törpéjét érintő felmérés során. A fő komponens hőmérsékletéből ítélve a rendszer mindössze egymillió éves, ezért a 3,6 milliárd kilométerre (a Szaturnusz és az Uránusz pályája közöttinek megfelelő távolságban keringő) kísérőnek nem volt ideje a bolygók keletkezésére jellemző protoplanetáris korongból kialakulni, csillagként keletkezett, vagy befogott objektum.

### 2011-ben felfedezettek
HD85512 b
Ezt az exobolygót, ami Földünktől 36 fényévre van, 2011 augusztusában fedezte fel egy svájci kutatócsoport. Ez egyike a Naprendszerünkhöz legközelebbi exobolygóknak.
Kepler 22 b
Ezt az exobolygót, ami Földünktől 600 fényévre van, 2011 szeptemberében fedezte fel a NASA. Mérete a Föld 2,4-szerese. A planéta központi csillaga ugyanúgy G típusú, mint a mi Napunk, bár valamivel kisebb és hidegebb. Bolygója 15 százalékkal közelebb van hozzá, és 290 nap alatt kerüli meg.
Kepler 20 e és Kepler 20 f
Ezek a NASA által felfedezett exobolygók bár nagyon hasonlítanak a Földre, mégsem alkalmasak élet fenntartására. A Kepler-20 e mérete 1,03 szorosa a Földének és hat nap alatt kerüli meg Naphoz hasonló csillagát. Keringési pályája azonban túl közel van ehhez a csillaghoz, így a bolygó hőmérséklete körülbelül 1400 °C lehet. A Kepler-20 f mérete 87 százalékra tehető a Földhöz képest, ez a bolygó 20 nap alatt kerüli meg csillagát, a bolygón a hőmérséklet körülbelül 800 °C.

### 2012-ben felfedezettek
GJ 667C
A Skorpió csillagképben, tőlünk 22 fényévre levő, Napunk tömegének harmadával egyenértékű M osztályú törpecsillag körül három bolygót fedeztek fel. A csillag maga egy három csillagból álló rendszer tagja (a másik két csillag GJ 67A és B, narancs színű M törpe). A GJ 667C csillag három bolygójának egyike annak lakható zónájában kering. Az exobolygó felfedezését közlő washingtoni Carnegie Institution of Science nemzetközi csillagász kutatócsoportja a chilei Európai Déli Csillagvizsgáló (European Southern Observatory, ESO) adatait analizálta a Hawaii Keck megfigyelő adataival együtt és a felfedezést az Astrophysical Journal Letters 2012. február 2-i számában hozta nyilvánosságra a kutatócsoport vezetője. A csoport új analitikai módszere figyelembe veszi a csillag keringési pályájának bolygói által okozta ingását. Érdekesnek találják, hogy a csillagok nehéz elem tartalma a mi Napunkénál lényegesen kisebb. A GJ 667C energiakisugárzása a mi Napunkénál lényegesen kevesebb, de ezt kompenzálja az, hogy a spektruma a vörös felé hajlik.
GJ 667C c
A bolygó átmérője a Föld átmérőjének másfélszerese, tömege a Föld tömegének 4,5-szerese, lényegében kőzetekből áll és kizárólag a GJ 667C lakható zónájában kering, de keringési sebessége a Földénél sokkal nagyobb, egy hónapnál rövidebb idő alatt ír le egy fordulatot központi csillaga körül.
Alfa Centauri B b
2012 októberében vált bizonyossá, hogy a Naphoz legközelebbi csillagrendszer, az Alfa Centauri egyik csillagának, az Alfa Centauri B-nek bolygója van. A körülbelül Föld-nagyságú, tőlünk mindössze 4,37 fényévre lévő planéta felszíne túl forró ahhoz, hogy a földihez hasonló élet alakulhasson ki rajta, de jelentősége mégis óriási: korábban nem gondolták volna, hogy egy három csillagból álló rendszerben a bonyolult gravitációs hatások kereszttüzében huzamosabb ideig bolygó alakulhatott ki, amely ráadásul a legközelebbi exobolygó is egyben. Egyes fejtegetések szerint további bolygók keringhetnek az Alfa Centauriban.

### 2013-ban felfedezettek
KIC 11442793
a Földtől 2500 fényév távolságra van. Különlegesnek számít amiatt, hogy hét bolygó van a rendszerben. Az utolsót 2013-ban fedezték fel.

### 2014-ben felfedezettek
Kepler-186 f
A Kepler-186f bolygó Földünknél csak egy tizedével nagyobb. A csillag, ami neve a hagyományos elnevezést követve Kepler-186a, a tőlünk 500 fényévre levő Cygnus csillagrendszer tagja. Ez egy M-törpecsillag (vörös törpe), ami Napunkénál előrehaladottabb fejlődési kora miatt kisebb és alacsonyabb hőmérsékletű. Öt bolygót fedeztek fel a csillag körül. Bolygói, a Kepler-186f-től eltekintve igen gyorsan keringenek a csillag körül, Kepler-186b, Kepler-186c, Kepler-186d és Kepler-186e sorban 4, 5, 13 és 25 nap alatt tesz meg egy egész 360 fokos keringési pályát; csak a -186f keringési sebessége hasonlít Földünkéhez; ez 150 nap alatt teszi meg a 360 fokos keringési pályát. Míg a többi bolygó a csillaghoz sokkal közelebb kering a -186f az energiaellátás szempontjából életfenntartásra alkalmasnak számított körzet külső részén, ahol a sugárzás gyengébb, a Földre érkezőnek kb. 30%-a. Ez még elég ahhoz, hogy azt melegen tarthassa, ugyanakkor nem túl meleg, ami megakadályozná víz folyékony állapotban való jelenlétét; ez pedig az említett folyamatok kialakulásának másik fontos feltétele. Még korai a bolygót a Föld ikerbolygójának tekinteni, mert ennek egyéb előfeltételei még bizonyításra várnak, de az eddig felfedezettek közül ez az exobolygó a legalkalmasabb a szerepre. A felfedezést két másik teleszkóp is követi a Földről. Több információra várhatunk 2018 után, amikorra a Keplernél hatásosabb James Webb űrtávcső világűrbe bocsátására várunk és ezzel a víz jelenlétének a megerősítését is.

### 2015-ben felfedezettek
A Kepler teleszkópról már majdnem lemondtak, mert 2013 óta alig tudták mozgatni. Egy 2015. január eleji közleményben azonban azt közölték, hogy sikerült a távcsövet rögzíteni és ennek segítségével már két exobolygót felfedeztek:
Kepler 438 b és Kepler 442 b
Mindkét bolygó az élet fenntartására alkalmas keringési pályáján kering a csillaga körül, sziklás típusúak és atmoszférájuk vizet tartalmaz. Az előbbi a Földnél 12%-kal nagyobb, felületét a Föld Nap általi sugárzásának kb. 40%-ával egyenértékű sugárzás éri, az utóbbi Földünknél 33%-kal nagyobb. Annak valószínűsége, hogy az előbbin életfolyamat alakult ki, 70%, hogy pedig az utóbbin életfolyamat van jelen, az 60%.

### Magyar nyelven
- Bolygók más csillagok körül Szatmáry Károly
- Exobolygók – Szatmáry Károly, Magyar Tudomány Archiválva 2007. november 13-i dátummal a Wayback Machine-ben, 2006/8
- Exobolygó-hírek – A Hírek.csillagászat.hu exobolygó-rovata
- Óriás bolygó vagy törpe csillag? – Hírek.csillagászat.hu
- Magyar-amerikai felfedezésű exobolygó
- Szabó M. Gyula: Az exobolygók diszkrét bája – Előadás az MCSE Szegedi Helyi Csoportjának Találkozóján - 2007. október 13.

### Angol nyelven
- The Extrasolar Planets Encyclopaedia Jean Schneider – CNRS/LUTH – Paris Observatory
- Extrasolar Planet News – A ScienceDaily exobolygó-rovata
- Topic - Extrasolar Planets – A Scientific American exobolygó-rovata
- Seager, Sara, "Alien Earths from A to Z", Sky & Telescope, January 2008 (p. 22-25)
- Seager, Sara, "Unveiling Distant Worlds", Sky & Telescope, February 2006 (p. 28-34)
- Shiga, David, "Imaging Exoplanets", Sky & Telescope, April 2004 (p. 44-52)
- Weinberger, Alycia J., Building Planets in Disks of Chaos, Sky & Telescope, November 2008 (p. 32-37)

## További irodalom
- Almár Iván: Kozmikus Társkereső. Kossuth Kiadó, 2011. ISBN 978-963-09-6657-3.
- Carole A. Haswell: Transiting Exoplanets ("Exoplanet naming convention" szakasz), Cambridge University Press
- Exoplanets - What do we really know about solar systems? Archiválva 2014. május 8-i dátummal a Wayback Machine-ben
- Michael Perryman: The Exoplanet Handbook, Cambridge University Press
- C. R. Kitchin: Exoplanets: Finding, Exploring, and Understanding Alien Worlds, Springer